# AFC Ajax in het seizoen 2010/11
In het seizoen 2010/2011 won AFC Ajax de Nederlandse Eredivisie en haalde het de finale van de KNVB beker, die verloren werd van FC Twente. De dertigste landstitel had tot gevolg dat de club met ingang van seizoen 2011-12 een derde kampioensster op het shirt mag dragen. De eerste training van dit seizoen vond plaats op zondag 27 juni 2010. De traditionele AFC Ajax Open Dag werd gehouden op vrijdag 23 juli 2010.

## Wedstrijdverslagen 2010 / 2011

### Vriendschappelijk
AFC Ajax organiseerde ter voorbereiding op het nieuwe seizoen een trainingskamp in Oostenrijk. Het elftal van verbleef van 5 juli tot 11 juli in Stubaital. Tijdens dit trainingskamp werd gespeeld tegen: Al-Ahly uit Egypte en Rapid Boekarest uit Roemenië. Verder werden er oefenduels gespeeld tegen Ajax (amateurs), FC Horst, FC Porto, Rijnsburgse Boys en Chelsea FC. In januari 2011 werden oefenduels gespeeld tegen Hamburger SV en Galatasaray SK. AFC Ajax speelde op 13 april 2011 een benefietwedstrijd voor Japan tegen de japanse eredivisieclub Shimizu S-Pulse. Ter afsluiting van het voetbalseizoen werden nog oefenwedstrijden afgewerkt tegen D.C. United en Portland Timbers.
| | |                  | | |
| zaterdag 3 juli 2010, 11.00 uur | Ajax (amateurs) | 1 - 5 ( 0 - 4 )  | AFC Ajax | : Jan Vertonghen, Urby Emanuelson |
| Sportpark De Toekomst, Amsterdam 315 toeschouwers Scheidsrechter: K. van den Heuvel Vriendschappelijk | Jordi Meester 85' |                  | '3 Miralem Sulejmani '34 Jeffrey Sarpong '40 Miralem Sulejmani '43 Miralem Sulejmani '66 Daylon Claasen | Opstelling AFC Ajax: Kenneth Vermeer, Daley Blind, Oleguer, Jan Vertonghen, Vurnon Anita, Rasmus Lindgren, Aras Özbiliz, Jeffrey Sarpong, Hyun Jun Suk, Siem de Jong, Miralem Sulejmani Wisselspelers AFC Ajax: Jeroen Verhoeven, Daylon Claasen, Toby Alderweireld, Johan Kappelhof, Marvin Zeegelaar, Mitchell Donald, Roly Bonevacia, Jan-Arie van der Heijden, Tom Overtoom, Darko Bodul, Urby Emanuelson Wissels AFC Ajax: '46 Kenneth Vermeer Jeroen Verhoeven '46 Oleguer Toby Alderweireld '46 Jan Vertonghen Daylon Claasen '46 Vurnon Anita Urby Emanuelson '46 Rasmus Lindgren Roly Bonevacia '46 Aras Özbiliz Mitchell Donald '46 Jeffrey Sarpong Jan-Arie van der Heijden '46 Hyun Jun Suk Darko Bodul '46 Siem de Jong Tom Overtoom '46 Miralem Sulejmani Marvin Zeegelaar |
| Bijzonderheden: - Urby Emanuelson nam in de tweede helft de aanvoerdersband over van Jan Vertonghen. | |                  | | |
| | |                  | | |
| donderdag 8 juli 2010, 18.30 uur | Al-Ahly | 0 - 1 ( 0 - 0 )  | AFC Ajax | : Jan Vertonghen |
| Alpenstadion Kufstein, Kufstein 150 toeschouwers Scheidsrechter: Christian Balaj Vriendschappelijk Trainingskamp Stubaital | |                  | '93 Miralem Sulejmani | Opstelling AFC Ajax: Jeroen Verhoeven, Daley Blind, Oleguer, Jan Vertonghen, Vurnon Anita, Rasmus Lindgren, Siem de Jong, Urby Emanuelson, Jeffrey Sarpong, Hyun Jun Suk, Miralem Suljemani Wisselspelers AFC Ajax: Marco Bizot, Kenneth Vermeer, Toby Alderweireld, Roly Bonevacia, Marvin Zeegelaar, Aras Özbiliz, Mitchell Donald, Jan-Arie van der Heijden, Johan Kappelhof, Tom Overtoom, Daylon Claasen, Darko Bodul Wissels AFC Ajax: '46 Daley Blind Marvin Zeegelaar '46 Oleguer Toby Alderweireld '86 Rasmus Lindgren Roly Bonevacia '46 Hyun Jun Suk Aras Özbiliz '63 Siem de Jong Mitchell Donald '68 Urby Emanuelson Jan-Arie van der Heidjen '76 Vurnon Anita Johan Kappelhof                                                                                              |
| Bijzonderheden: - Al-Ahly doelman Sherif Ekramy scoorde vanuit een vrije trap uit eigen strafschopgebied. Dit doelpunt werd echter afgekeurd, omdat het een indirecte vrije trap was. | |                  | | |
| | |                  | | |
| zaterdag 10 juli 2010, 18.30 uur | Rapid Boekarest | 1 - 1 ( 0 - 0 )  | AFC Ajax | : Jan Vertonghen |
| Alpenstadion, Wattens 150 toeschouwers Scheidsrechter: Markus Freund Vriendschappelijk Trainingskamp Stubaital | Vladimir Božović 33' Ovidiu Herea 54' Nicolae Grigore 68' Sabrin Sburlea 68' Mircea Bornescu 70' Sabrin Sburlea 80' Cristian Petre 85' |                  | '41 Miralem Sulejmani '68 Aras Özbiliz '73 Siem de Jong '85 Rasmus Lindgren | Opstelling AFC Ajax: Kenneth Vermeer, Toby Alderweireld, Vurnon Anita, Daley Blind, Jan Vertonghen, Siem de Jong, Urby Emanuelson, Rasmus Lindgren, Jeffrey Sarpong, Aras Özbiliz, Miralem Sulejmani Wisselspelers AFC Ajax: Jeroen Verhoeven, Johan Kappelhof, Oleguer, Tom Overtoom, Daylon Claasen, Mitchell Donald, Jan-Arie van der Heijden, Darko Bodul, Marvin Zeegelaar, Hyun Jun Suk Wissels AFC Ajax: '60 Miralem Sulejmani Hyun Jun Suk '65 Urby Emanuelson Marvin Zeegelaar '74 Jeffrey Sarpong Mitchell Donald |
| Bijzonderheden: - Rapid Boekarest-speler Cristian Petre gaf Rasmus Lindgren in de slotfase tijdens een opstootje een kopstoot, beide spelers werden met een rode kaart van het veld gestuurd.                                                                                                  | |                  | | |
| | |                  | | |
| donderdag 15 juli 2010, 19.30 uur | FC Horst | 1 - 21 ( 1 - 9 ) | AFC Ajax | : Jan Vertonghen |
| Sportpark de Adelaar, Ermelo 4.000 toeschouwers Scheidsrechter: Maurice de Hond Vriendschappelijk | Danny Marcus 19' |                  | '7 Christian Eriksen '13 Siem de Jong '16 Siem de Jong '30 Eyong Enoh '31 Miralem Sulejmani '33 Siem de Jong '37 Urby Emanuelson '40 Siem de Jong '44 Siem de Jong '47 Miralem Sulejmani '53 Toby Alderweireld '58 Siem de Jong '63 Siem de Jong '64 Aras Özbiliz '68 Mitchell Donald '70 Jeffrey Sarpong '71 Ismaël Aissati '80 Aras Özbiliz '82 Mitchell Donald '83 Hyun Jun Suk '85 Hyun Jun Suk | Opstelling AFC Ajax: Kenneth Vermeer, Daley Blind, Oleguer, Toby Alderweireld, Vurnon Anita, Eyong Enoh, Christian Eriksen, Jan Vertonghen, Miralem Sulejmani, Siem de Jong, Urby Emanuelson Wisselspelers AFC Ajax: Jeroen Verhoeven, Jeffrey Sarpong, Marvin Zeegelaar, Mitchell Donald, Ismaïl Aissati, Aras Özbiliz, Hyun Jun Suk Wissels AFC Ajax: '46 Kenneth Vermeer Jeroen Verhoeven '46 Vurnon Anita Marvin Zeegelaar '46 Eyong Enoh Jeffrey Sarpong '56 Christian Eriksen Ismaïl Aissati '61 Urby Emanuelson Aras Özbiliz '64 Jan Vertonghen Mitchell Donald '69 Siem de Jong Hyun Jun Suk '88 Miralem Sulejmani Jan Vertonghen |
| Bijzonderheden: - Deze wedstrijd stond gepland voor woensdag 14 juli 2010, maar vanwege het verwachte noodweer werd besloten om de wedstrijd uit te stellen naar 15 juli. | |                  | | |
| | |                  | | |
| zondag 18 juli 2010, 19.00 uur | FC Porto | 1 - 0 ( 1 - 0 )  | AFC Ajax | : Jan Vertonghen |
| Estádio do Dragão, Porto 40.207 toeschouwers Scheidsrechter: Soares Dias Vriendschappelijk | James Rodríguez 13' |                  | '86 Jan Vertonghen | Opstelling AFC Ajax: Kenneth Vermeer, Oleguer, Toby Alderweireld, Jan Vertonghen, Vurnon Anita, Eyong Enoh, Rasmus Lindgren, Urby Emanuelson, Jeffrey Sarpong, Christian Eriksen, Siem de Jong Wisselspelers AFC Ajax: Jeroen Verhoeven, Daley Blind, Mitchell Donald, Marvin Zeegelaar, Hyun Jun Suk, Aras Özbiliz Wissels AFC Ajax: '71 Rasmus Lindgren Daley Blind '81 Jeffrey Sarpong Hyun Jun Suk '81 Oleguer Mitchell Donald '86 Urby Emanuelson Aras Özbiliz |
| Bijzonderheden: - Urby Emanuelson moest in de 84e minuut noodgedwongen het veld verlaten wegens een blessure aan zijn middenvoetsbeentje. | |                  | | |
| | |                  | | |
| dinsdag 20 juli 2010, 19.00 uur | Rijnsburgse Boys | 0 - 7 ( 0 - 2 )  | AFC Ajax | : Jeroen Verhoeven |
| Sportpark Middelmors, Rijnsburg 2.500 toeschouwers Scheidsrechter: Allard Lindhout Lijnrechter: A. Kuijt Lijnrechter: M. Kabbedijk Vriendschappelijk | Sergio de Windt 24' |                  | '14 Hyun Jun Suk '19 Roly Bonevacia '27 Hyun Jun Suk '47 Johan Kappelhof '50 Ismaïl Aissati '55 Darko Bodul '58 Darko Bodul '77 Marvin Zeegelaar | Opstelling AFC Ajax: Jeroen Verhoeven, Daley Blind, Johan Kappelhof, Roly Bonevacia, Marvin Zeegelaar, Mitchell Donald, Ismaïl Aissati, Jan-Arie van der Heijden, Jeffrey Sarpong, Hyun Jun Suk, Aras Özbiliz Wisselspelers AFC Ajax: Kenneth Vermeer, Darko Bodul, Bruno Andrade, Toby Alderweireld, Jan Vertonghen, Vurnon Anita, Eyong Enoh, Rasmus Lindgren, Christian Eriksen, Siem de Jong Wissels AFC Ajax: '32 Aras Özbiliz Darko Bodul '46 Jeffrey Sarpong Bruno Andrade |
| Bijzonderheden: - Ismaïl Aissati miste voor AFC Ajax in de tweede helft een penalty. - Rijnsburgse Boys miste in de tweede helft ook een penalty. - In de tweede helft werd vanwege het warme weer een korte drinkpauze ingelast. - Invaller Bruno Andrade was een week op proef bij AFC Ajax. | |                  | | |
| | |                  | | |
| vrijdag 23 juli 2010, 18.00 uur | AFC Ajax | 3 - 1 ( 2 - 1 )  | Chelsea FC | : Jan Vertonghen |
| Amsterdam ArenA, Amsterdam 21.000 toeschouwers Scheidsrechter: Bas Nijhuis Lijnrechter: Hans Olde Olthof Lijnrechter: Erwin Zeinstra Vierde Official: Martin van den Kerkhof Vriendschappelijk                                                                                                 | Jeffrey Bruma ( ed ) 6' Siem de Jong 26' Hyun Jun Suk 90'                                                                              |                  | '25 Daniel Sturridge | Opstelling AFC Ajax: Maarten Stekelenburg, Oleguer, Toby Alderweireld, Jan Vertonghen, Vurnon Anita, Eyong Enoh, Christian Eriksen, Rasmus Lindgren, Jeffrey Sarpong, Siem de Jong, Marvin Zeegelaar Wisselspelers AFC Ajax: Kenneth Vermeer, Mitchell Donald, Daley Blind, Urby Emanuelson, Demy de Zeeuw, Roly Bonevacia, Hyun Jun Suk Wissels AFC Ajax: '65 Vurnon Anita Urby Emanuelson '65 Oleguer Daley Blind '71 Christian Eriksen Demy de Zeeuw '74 Eyong Enoh Roly Bonevacia '84 Siem de Jong Hyun Jun Suk |
| Bijzonderheden: - Gabri nam in de rust van het vriendschappelijke duel met Chelsea FC afscheid van AFC Ajax en zijn supporters. | |                  | | |
| | |                  | | |
| zaterdag 8 januari 2011, 16.00 uur | Hamburger SV | 4 - 2 ( 3 - 0 )  | AFC Ajax | : Jan Vertonghen |
| HSH Nordbank Arena, Hamburg 20.000 toeschouwers Scheidsrechter: Claus Bo Larsen Vriendschappelijk | Ruud van Nistelrooy 2' Ruud van Nistelrooy 37' David Jarolim 44' Ruud van Nistelrooy 75'                                               |                  | '60 Luis Suárez '61 Luis Suárez | Opstelling AFC Ajax: Jeroen Verhoeven, Toby Alderweireld, Urby Emanuelson, Bruno Silva, Jan Vertonghen, Vurnon Anita, Rasmus Lindgren, Darío Cvitanich, Siem de Jong, Luis Suárez, Miralem Sulejmani Wisselspelers AFC Ajax: Ronald Graafland, Oleguer, André Ooijer, Daley Blind, Christian Eriksen, Lozenzo Ebecilio, Aras Özbiliz Wissels AFC Ajax: '46 Toby Alderweireld André Ooijer '46 Bruno Silva Daley Blind '46 Darío Cvitanich Lorenzo Ebecilio '54 Miralem Sulejmani Araz Özbiliz '62 Rasmus Lindgren Oleguer |
| | |                  | | |
| zaterdag 15 januari 2011, 19.45 uur | Galatasaray SK | 0 - 0 ( 0 - 0 )  | AFC Ajax | : Maarten Stekelenburg |
| Türk Telekom Arena, Istanbul - toeschouwers Scheidsrechter: - Lijnrechter: - Lijnrechter: - Vierde Official: - Trainingskamp Turkije Vriendschappelijk | Serkan Kurtuluş 25' |                  | | Opstelling AFC Ajax: Maarten Stekelenburg, Gregory van der Wiel, Toby Alderweireld, Jan Vertonghen, Urby Emanuelson, Eyong Enoh, Christian Eriksen, Demy de Zeeuw, Miralem Sulejmani, Siem de Jong, Lorenzo Ebecilio Wisselspelers AFC Ajax: Jeroen Verhoeven, Daley Blind, André Ooijer, Luis Suárez, Rasmus Lindgren, Vurnon Anita, Aras Özbiliz Wissels AFC Ajax: '59 Gregory van der Wiel Vurnon Anita '63 Urby Emanuelson Daley Blind '63 Eyong Enoh Luis Suárez '73 Lorenzo Ebecilio Araz Özbiliz '80 Jan Vertonghen André Ooijer '81 Siem de Jong Rasmus Lindgren |
| Bijzonderheden: - Dit is de openingswedstrijd van de Türk Telekom Arena, het nieuwe stadion van Galatasaray SK. | |                  | | |
| | |                  | | |
| woensdag 13 april 2011, 20.15 uur | AFC Ajax | 4 - 0 ( 2 - 0 )  | Shimizu S-Pulse | : Jan Vertonghen, André Ooijer |
| Amsterdam ArenA, Amsterdam 34.000 toeschouwers Scheidsrechter: Dick Jol Benefietwedstrijd Nederland helpt Japan | Darío Cvitanich 25' Darío Cvitanich 35' Darío Cvitanich 67' Lorenzo Ebecilio 70'                                                       |                  | | Opstelling AFC Ajax: Jeroen Verhoeven, Nicolai Boilesen, Johan Kappelhof, Jan Vertonghen, Ricardo van Rhijn, Demy de Zeeuw, Eyong Enoh, Nicolás Lodeiro, Miralem Sulejmani, Aras Özbiliz, Darío Cvitanich Wisselspelers AFC Ajax: Marco Bizot, André Ooijer, Lorenzo Ebecilio, Roly Bonevacia, Rodney Sneijder, Florian Jozefzoon, Dico Koppers Wissels AFC Ajax: '46 Jan Vertonghen André Ooijer '46 Nicolas Boilesen Dico Koppers '46 Miralem Sulejmani Lorenzo Ebecilio '65 Demy de Zeeuw Roly Bonevacia '65 Eyong Enoh Rodney Sneijder '74 Aras Özbiliz Florian Jozefzoon |
| | |                  | | |
| zondag 22 mei 2011, 23.00 uur | D.C. United | 1 - 2 ( 0 - 1 )  | AFC Ajax | : André Ooijer, Jan Vertonghen |
| Robert F. Kennedy Memorial Stadium, Washington D.C. 10.728 toeschouwers Scheidsrechter: Mark Geiger Vriendschappelijk | Blake Brettschneider 56' |                  | '10 Miralem Sulejmani '69 Lorenzo Ebecilio '87 Vurnon Anita | Opstelling AFC Ajax: Kenneth Vermeer, Vurnon Anita, Daley Blind, André Ooijer, Oleguer, Demy de Zeeuw, Eyong Enoh, Nicolás Lodeiro, Aras Özbiliz, Darío Cvitanich, Miralem Sulejmani Wisselspelers AFC Ajax: Jeroen Verhoeven, Siem de Jong, Lorenzo Ebecilio, Jan Vertonghen, Toby Alderweireld, Gregory van der Wiel Wissels AFC Ajax: '46 Demy de Zeeuw Siem de Jong '46 Miralem Sulejmani Lorenzo Ebecilio '60 Oleguer Toby Alderweireld '60 André Ooijer Jan Vertonghen '76 Daley Blind Gregory van der Wiel |
| | |                  | | |
| woensdag 25 mei 2011, 4.00 uur | Portland Timbers | 0 - 2 ( 0 - 1 )  | AFC Ajax | : Jan Vertonghen |
| JELD-WEN Field, Portland 18.627 toeschouwers Scheidsrechter: Ricardo Salazar Vriendschappelijk | |                  | '18 Lorenzo Ebecilio '89 Demy de Zeeuw | Opstelling AFC Ajax: Jeroen Verhoeven, Toby Alderweireld, Daly Blind, Gregory van der Wiel, Jan Vertonghen, Vurnon Anita, Siem de Jong, Eyong Enoh, Darío Cvitanich, Lorenzo Ebecilio, Aras Özbiliz Wisselspelers AFC Ajax: Kenneth Vermeer, Miralem Sulejmani, André Ooijer, Oleguer, Demy de Zeeuw Wissels AFC Ajax: '63 Gregory van der Wiel Demy de Zeeuw '68 Siem de Jong Oleguer '80 Darío Cvitanich André Ooijer |

### Johan Cruijff Schaal 2010
| |                                                  |                 |                                                                   | |
| zaterdag 31 juli 2010, 20.00 uur | AFC Ajax                                         | 0 - 1 ( 0 - 1 ) | FC Twente                                                         | : Luis Suárez, Demy de Zeeuw |
| Amsterdam ArenA, Amsterdam 25.000 toeschouwers Scheidsrechter: Kevin Blom Lijnrechter: Nicky Siebert Lijnrechter: Patrick Langkamp Vierde Official: Ed Janssen Johan Cruijff Schaal | Luis Suárez 10' Luis Suárez 42' Vurnon Anita 89' |                 | '8 Luuk de Jong '54 Luuk de Jong '78 Emir Bajrami '88 Cheik Tioté | Opstelling AFC Ajax: Maarten Stekelenburg, Gregory van der Wiel, Toby Alderweireld, Oleguer, Vurnon Anita, Eyong Enoh, Siem de Jong, Demy de Zeeuw, Christian Eriksen, Hyun Jun Suk, Luis Suárez Wisselspelers AFC Ajax: Jeroen Verhoeven, Miralem Sulejmani, Mounir El Hamdaoui, Urby Emanuelson, Daley Blind, Rasmus Lindgren, Marvin Zeegelaar Wissels AFC Ajax: '5 Eyong Enoh Rasmus Lindgren '46 Hyun Jun Suk Urby Emanuelson '72 Rasmus Lindgren Miralem Sulejmani |
| Bijzonderheden: - Jan Vertonghen werd door arbitragecommissie van de KNVB voor deze wedstrijd geschorst omdat hij tijdens de huldiging na het winnen van de KNVB beker 2009/2010 enkele beledigende teksten had laten vallen. - Eyong Enoh moest in de 5de minuut het veld verlaten wegens een blessure. - Luis Suárez werd in de 42ste minuut met rood van het veld gestuurd wegens een forse overtreding op FC Twente-speler Cheik Tioté, Demy de Zeeuw nam de aanvoerdersband over. |                                                  |                 |                                                                   | |

### KNVB Beker 2010 / 2011

##### Derde ronde
| | |                 |                  | |
| woensdag 22 september 2010, 18.45 uur | AFC Ajax                                                                                                   | 5 - 0 ( 3 - 0 ) | MVV Maastricht   | : Demy de Zeeuw |
| Amsterdam ArenA, Amsterdam 17.363 toeschouwers Scheidsrechter: Reinold Wiedemeijer Lijnrechter: Frank Jansen Lijnrechter: Mark Strijker Vierde Official: Stephan Tulleners Derde Ronde KNVB Beker                                                                                             | Mounir El Hamdaoui 13' Florian Jozefzoon 23' Jan Vertonghen 44' Mounir El Hamdaoui 47' Urby Emanuelson 90' |                 | '80 Nick Kuipers | Selectie AFC Ajax: Maarten Stekelenburg, Gregory van der Wiel, Oleguer, Jan Vertonghen, Urby Emanuelson, Demy de Zeeuw, Roly Bonevacia, Siem de Jong, Miralem Sulejmani, Mounir El Hamdaoui, Florian Jozefzoon Wisselspelers AFC Ajax: Jeroen Verhoeven, Daley Blind, Christian Eriksen, Toby Alderweireld, Vurnon Anita, André Ooijer, Eyong Enoh Wissels AFC Ajax: '57 Mounir El Hamdaoui Daley Blind '67 Siem de Jong Christian Eriksen |
| Bijzonderheden: - Luis Suárez was door het aantal gekregen kaarten in de KNVB beker 2009/2010, geschorst voor deze wedstrijd. - Mounir El Hamdaoui verliet in de 57ste minuut het veld met lichte hamstringklachten. - Florian Jozefzoon maakte zijn eerste officiële doelpunt voor AFC Ajax. | |                 |                  | |

##### Vierde Ronde
| |                                                               |                 |            | |
| donderdag 11 november 2010, 18.45 uur | AFC Ajax                                                      | 3 - 0 ( 0 - 0 ) | SC Veendam | : Luis Suárez |
| Amsterdam ArenA, Amsterdam 22.559 toeschouwers Scheidsrechter: Richard Liesveld Lijnrechter: Coen Droste Lijnrechter: Jac Schenkels Vierde Official: Martin van den Kerkhof Vierde Ronde KNVB Beker | Mido 60' Eyong Enoh 62' Luis Suárez 75' Christian Eriksen 87' |                 |            | Opstelling AFC Ajax: Maarten Stekelenburg, Vurnon Anita, Toby Alderweireld, Jan Vertonghen, Urby Emanuelson, Eyong Enoh, Demy de Zeeuw, Siem de Jong, Christian Eriksen, Luis Suárez, Miralem Sulejmani Wisselspelers AFC Ajax: Jeroen Verhoeven, André Ooijer, Daley Blind, Teemu Taino, Mido, Florian Jozefzoon, Rasmus Lindgren Wissels AFC Ajax: '46 Demy de Zeeuw Mido '78 Jan Vertonghen André Ooijer '84 Siem de Jong Teemu Tainio |

##### Achtste Finale
| |                                          |                 |                                                                                  | |
| donderdag 23 december 2010, 20.45 uur | AFC Ajax                                 | 1 - 0 ( 1 - 0 ) | AZ                                                                               | : Maarten Stekelenburg |
| Amsterdam ArenA, Amsterdam 29.539 toeschouwers Scheidsrechter: Ed Janssen Lijnrechter: Angelo Boonman Lijnrechter: Rob van de Ven Vierde Official: Ruud Bossen Achtste Finale KNVB Beker                                                                   | Jan Vertonghen 39' Miralem Sulejmani 42' |                 | '58 Adam Maher '72 Pontus Wernbloom '79 Maarten Martens '90 Kolbeinn Sigthórsson | Opstelling AFC Ajax: Maarten Stekelenburg, Gregory van der Wiel, Toby Alderweireld, Jan Vertonghen, Urby Emanuelson, Demy de Zeeuw, Christian Eriksen, Eyong Enoh, Siem de Jong, Miralem Sulejmani, Lorenzo Ebecilio Wisselspelers AFC Ajax: Jeroen Verhoeven, Vurnon Anita, André Ooijer, Mido, Rasmus Lindgren, Daley Blind, Araz Özbiliz Wissels AFC Ajax: '89 Miralem Sulejmani Araz Özbiliz |
| Bijzonderheden: - Luis Suárez was geschorst voor deze wedstrijd omdat hij in de competitiewedstrijd tegen PSV Otman Bakkal heeft gebeten. - Scheidsrechter Ruud Bossen raakte in de warming-up geblesseerd, vierde official Ed Janssen was zijn vervanger. |                                          |                 |                                                                                  | |

##### Kwartfinale
| | |                 |                                                         | |
| donderdag 27 januari 2011, 20.45 uur | AFC Ajax | 4 - 1 ( 2 - 1 ) | NAC Breda                                               | : Maarten Stekelenburg |
| Amsterdam ArenA, Amsterdam 22.536 toeschouwers Scheidsrechter: Danny Makkelie Lijnrechter: Erwin Zeinstra Lijnrechter: Rob Meenhuis Vierde Official: Serdar Gözübüyük Kwartfinale KNVB Beker | Siem de Jong 18' Demy de Zeeuw 21' Gregory van der Wiel 29' Miralem Sulejmani ( p ) 32' Vurnon Anita 82' Miralem Sulejmani 83' |                 | '8 Fouad Idabdelhay '33 Rob Penders '79 Anthony Lurling | Opstelling AFC Ajax: Maarten Stekelenburg, Gregory van der Wiel, Toby Alderweireld, Jan Vertonghen, Daley Blind, Eyong Enoh, Demy de Zeeuw, Christian Eriksen, Siem de Jong, Lorenzo Ebecilio, Miralem Sulejmani Wisselspelers AFC Ajax: Jeroen Verhoeven, Oleguer, André Ooijer, Vurnon Anita, Jody Lukoki, Rasmus Lindgren, Aras Özbiliz Wissels AFC Ajax: '46 Demy de Zeeuw Vurnon Anita '85 Miralem Sulejmani Araz Özbiliz '87 Jan Vertonghen Rasmus Lindgren |
| Bijzonderheden: - Luis Suárez was geschorst voor deze wedstrijd omdat hij in de competitiewedstrijd tegen PSV Otman Bakkal had gebeten.                                                      | |                 |                                                         | |

##### Halve Finale
| | |                 |                                                                                | |
| donderdag 3 maart 2011, 20.45 uur | AFC Ajax | 5 - 1 ( 2 - 1 ) | RKC Waalwijk                                                                   | : Jan Vertonghen |
| Amsterdam ArenA, Amsterdam 28.156 toeschouwers Scheidsrechter: Reinold Wiedemeijer Lijnrechter: Jantinus Meints Lijnrechter: Ger Buiting Vierde Official: Jeroen Sanders Halve Finale KNVB Beker                                           | Lorenzo Ebecilio 13' Siem de Jong 31' Mounir El Hamdaoui 33' Miralem Sulejmani 45' Siem de Jong 55' Demy de Zeeuw 58' Miralem Sulejmani 73' Siem de Jong 85' |                 | '16 Tony Varela '27 ( ed ) Daley Blind '45 Sigourney Bandjar '72 Robert Braber | Opstelling AFC Ajax: Jeroen Verhoeven, Gregory van der Wiel, André Ooijer, Jan Vertonghen, Daley Blind, Rasmus Lindgren, Demy de Zeeuw, Siem de Jong, Miralem Sulejmani, Lorenzo Ebecilio, Mounir El Hamdaoui Wisselspelers AFC Ajax: Maarten Stekelenburg, Oleguer, Toby Alderweireld, Eyong Enoh, Vurnon Anita, Christian Eriksen, Aras Özbiliz Wissels AFC Ajax: '46 Mounir El Hamdaoui Vurnon Anita '64 Gregory van der Wiel Christian Eriksen '73 Lorenzo Ebecilio Araz Özbiliz |
| Bijzonderheden: - Lorenzo Ebecilio scoorde zijn eerste officiële doelpunt voor AFC Ajax. - Door deze overwinning haalde AFC Ajax voor de 23ste keer de finale van de KNVB Beker. - Miralem Sulejmani miste in de 73ste minuut een penalty. | |                 |                                                                                | |

##### Finale
| | |                        | | |
| zondag 8 mei 2011, 18.00 uur | FC Twente | 3 - 2 ( 1 - 2 ) w.n.v. | AFC Ajax | : Jan Vertonghen |
| Stadion Feijenoord, Rotterdam 45.000 toeschouwers Scheidsrechter: Kevin Blom Lijnrechter: Nicky Siebert Lijnrechter: Patrick Langkamp Vierde Official: Danny Makkelie Finale KNVB Beker | Douglas 24' Wout Brama 44' Theo Janssen 56' Wout Brama 82' Theo Janssen 82' Luuk de Jong 94' Marc Janko 117' |                        | '19 Demy de Zeeuw '40 Lorenzo Ebecilio '50 Demy de Zeeuw '85 Daley Blind '102 Eyong Enoh '112 Darío Cvitanich | Opstelling AFC Ajax: Kenneth Vermeer, Gregory van der Wiel, Toby Alderweireld, Jan Vertonghen, Nicolai Boilesen, Vurnon Anita, Demy de Zeeuw, Christian Eriksen, Lorenzo Ebecilio, Siem de Jong, Miralem Sulejmani Wisselspelers AFC Ajax: Jeroen Verhoeven, André Ooijer, Daley Blind, Eyong Enoh, Darío Cvitanich, Aras Özbiliz, Nicolás Lodeiro Wissels AFC Ajax: '66 Demy de Zeeuw Eyong Enoh '73 Nicolai Boilesen Daley Blind '91 Gregory van der Wiel Darío Cvitanich |

### UEFA Champions League 2010 / 2011

##### Derde kwalificatieronde
| | |                 |                                                                       | |
| woensdag 28 juli 2010, 20.45 uur | AFC Ajax | 1 - 1 ( 1 - 0 ) | PAOK Saloniki                                                         | : Luis Suárez |
| Amsterdam ArenA, Amsterdam 22.151 toeschouwers Scheidsrechter: Tony Chapron Lijnrechter: Frédéric Cano Lijnrechter: Emmanuel Boisdenghien Vierde Official: Alexandre Castro Derde Kwalificatieronde UEFA Champions League                                         | Urby Emanuelson 11' Luis Suárez 13' Eyong Enoh 70' Jan Vertonghen 78' Luis Suárez 82'                          |                 | '34 Anis Boussaidi '62 Vitolo '72 Vladimir Ivic                       | Opstelling AFC Ajax: Maarten Stekelenburg, Gregory van der Wiel, Toby Alderweireld, Jan vertonghen, Vurnon Anita, Rasmus Lindgren, Siem de Jong, Eyong Enoh, Urby Emanuelson, Miralem Sulejmani, Luis Suárez Wisselspelers AFC Ajax: Kenneth Vermeer, Daley Blind, Christian Eriksen, Hyun Jun Suk, Oleguer, Jeffrey Sarpong, Demy de Zeeuw Wissels AFC Ajax: '62 Rasmus Lindgren Demy de Zeeuw '67 Miralem Sulejmani Christian Eriksen '79 Urby Emanuelson Jeffrey Sarpong |
| Bijzonderheden: - Luis Suárez scoorde zijn honderdste officiële doelpunt in dienst van AFC Ajax. | |                 |                                                                       | |
| | |                 |                                                                       | |
| woensdag 4 augustus 2010, 20.45 uur | PAOK Saloniki                                                                                                  | 3 - 3 ( 1 - 0 ) | AFC Ajax                                                              | : Luis Suárez, Oleguer |
| Toumbastadion, Thessaloniki 25.000 toeschouwers Scheidsrechter: Carlos Velasco Carballo Lijnrechter: Roberto Alonso Fernandez Lijnrechter: Enrique Andres Samper Vierde Official: Antonio Miguel Lahoz Derde Kwalificatieronde UEFA Champions League              | Vieirinha 16' Dimitrios Salpigidis 56' Bruno Cirillo 61' Vladimir Ivic 77' Vladimir Ivic 91' Vladimir Ivic 92' |                 | '48 Luis Suárez '49 Siem de Jong '55 Rasmus Lindgren '76 Vurnon Anita | Opstelling AFC Ajax: Maarten Stekelenburg, Gregory van der Wiel, Toby Alderweireld, Jan Vertonghen, Vurnon Anita, Demy de Zeeuw, Rasmus Lindgren, Urby Emanuelson, Miralem Sulejmani, Siem de Jong, Luis Suárez Wisselspelers AFC Ajax: Jeroen Verhoeven, Oleguer, Daley Blind, Hyun Jun Suk, Marvin Zeegelaar, Ismaïl Aissati, Christian Eriksen Wissels AFC Ajax: '78 Miralem Sulejmani Christian Eriksen '93 Luis Suárez Oleguer                                         |
| Bijzonderheden: - Maarten Stekelenburg stopte in de 77ste minuut een strafschop van Vladimir Ivic. - Oleguer nam in de 93ste minuut de aanvoerdersband over van Luis Suárez. - AFC Ajax is geplaatst voor de volgende ronde door het maken van meer uitdoelpunten | |                 |                                                                       | |

##### Play-Off Ronde
| |                                                                                                 |                 | | |
| dinsdag 17 augustus 2010, 20.45 uur | FC Dynamo Kiev                                                                                  | 1 - 1 ( 0 - 0 ) | AFC Ajax | : Luis Suárez |
| Valeri Lobanovskystadion, Kiev 16.500 toeschouwers Scheidsrechter: Massimo Busacca Lijnrechter: Francesco Buragina Lijnrechter: Manuel Navarro Vierde Official: Alain Bieri Play-Off Ronde UEFA Champions League                                  | Denys Garmash 30' Denys Garmash 56' Ognjen Vukojevic 61' Oleg Husyev 65'                        |                 | '42 Vurnon Anita '57 Jan Vertonghen                                                                               | Opstelling AFC Ajax: Maarten Stekelenburg, Gregory van der Wiel, Oleguer, Jan Vertonghen, Vurnon Anita, Eyong Enoh, Demy de Zeeuw, Siem de Jong, Luis Suárez, Urby Emanuelson, Mounir El Hamdaoui Wisselspelers AFC Ajax: Jeroen Verhoeven, Toby Alderweireld, André Ooijer, Miralem Sulejmani, Christian Eriksen, Mitchell Donald, Ismaïl Aissati Wissels AFC Ajax: '61 Vurnon Anita Miralem Sulejmani '69 Eyong Enoh Christian Eriksen     |
| Bijzonderheden: - Deze wedstrijd was het 300ste Europacupduel uit de geschiedenis van AFC Ajax. |                                                                                                 |                 | | |
| |                                                                                                 |                 | | |
| woensdag 25 augustus 2010, 20.45 uur | AFC Ajax                                                                                        | 2 - 1 ( 1 - 0 ) | FC Dynamo Kiev | : Luis Suárez |
| Amsterdam ArenA, Amsterdam 50.249 toeschouwers Scheidsrechter: Alberto Undiano Mallenco Lijnrechter: Fermin Martinez Ibanez Lijnrechter: Juan Carlos Yuste Jiménez Vierde Official: José Luis Paradas Romero Play-Off Ronde UEFA Champions League | Luis Suárez 43' Luis Suárez 46' Jan Vertonghen 60' Mounir El Hamdaoui 75' Toby Alderweireld 93' |                 | '13 Ognjen Vukojevic '18 Silva '53 Oleg Husyev '54 Andri Shevchenko '57 Roman Eremenko '84 ( p ) Andri Shevchenko | Opstelling AFC Ajax: Maarten Stekelenburg, Gregory van der Wiel, Toby Alderweireld, Jan Vertonghen, Urby Emanuelson, Eyong Enoh, Siem de Jong, Demy de Zeeuw, Christian Eriksen, Luis Suárez, Mounir El Hamdaoui Wisselspelers AFC Ajax: Jeroen Verhoeven, André Ooijer, Oleguer, Miralem Sulejmani, Roly Bonevacia, Hyun Jun Suk, Daley Blind Wissels AFC Ajax: '73 Christian Eriksen Miralem Sulejmani '85 Mounir El Hamdaoui André Ooijer |
| Bijzonderheden: - Vurnon Anita was geschorst voor deze wedstrijd door het aantal verkregen gele kaarten. - Door deze overwinning heeft AFC Ajax zich voor het eerst sinds 2006 weer geplaatst voor de Groepsfase van de UEFA Champions League.    |                                                                                                 |                 | | |

##### Groepsfase
| |                                                                   |                 | | |
| woensdag 15 september 2010, 20.45 uur | Real Madrid                                                       | 2 - 0 ( 1 - 0 ) | AFC Ajax | : Demy de Zeeuw, André Ooijer |
| Estadio Santiago Bernabéu, Madrid 69.000 toeschouwers Scheidsrechter: Damir Skomina Lijnrechter: Primoz Arhar Lijnrechter: Marko Stancin Vierde Official: Matej Jug Groepsfase, wedstrijd 1 UEFA Champions League | Xabi Alonso 28' Vurnon Anita ( ed ) 31' Gonzalo Higuaín 73'       |                 | '9 Demy de Zeeuw | Opstelling AFC Ajax: Maarten Stekelenburg, Gregory van der Wiel, André Ooijer, Toby Alderweireld, Vurnon Anita, Eyong Enoh, Demy de Zeeuw, Siem de Jong, Urby Emanuelson, Miralem Sulejmani, Mounir El Hamdaoui Wisselspelers AFC Ajax: Jeroen Verhoeven, Daley Blind, Rasmus Lindgren, Teemu Tainio, Oleguer, Christian Eriksen, Florian Jozefzoon Wissels AFC Ajax: '68 Demy de Zeeuw Teemu Tainio '85 Miralem Sulejmani Christian Eriksen                                         |
| Bijzonderheden: - Luis Suárez en Jan Vertonghen waren, door het aantal verkregen gele kaarten in de voorrondes, geschorst voor deze wedstrijd. - André Ooijer nam in de 68ste minuut de aanvoerdersband over van Demy de Zeeuw. |                                                                   |                 | | |
| |                                                                   |                 | | |
| dinsdag 28 september 2010, 20.45 uur | AFC Ajax                                                          | 1 - 1 ( 1 - 1 ) | AC Milan | : Luis Suárez |
| Amsterdam ArenA, Amsterdam 51.276 toeschouwers Scheidsrechter: Felix Brych Lijnrechter: Thorsten Schiffner Lijnrechter: Mark Borsch Vierde Official: Felix Zwayer Groepsfase, wedstrijd 2 UEFA Champions League | Mounir El Hamdaoui 23' Eyong Enoh 54'                             |                 | '37 Zlatan Ibrahimović '39 Robinho '40 Mathieu Flamini '59 Gianluca Zambrotta '65 Gennaro Gattuso '68 Luca Antonini                                                                            | Selectie AFC Ajax: Maarten Stekelenburg, Gregory van der Wiel, Toby Alderweireld, Jan Vertonghen, Vurnon Anita, Eyong Enoh, Demy de Zeeuw, Urby Emanuelson,Siem de Jong, Mounir El Hamdaoui, Luis Suárez Wisselspelers AFC Ajax: Jeroen Verhoeven, André Ooijer, Oleguer, Rasmus Lindgren, Miralem Sulejmani, Christian Eriksen, Florian Jozefzoon Wissels AFC Ajax: '39 Vurnon Anita Miralem Sulejmani '79 Demy de Zeeuw Rasmus Lindgren                                            |
| Bijzonderheden: - Vurnon Anita moest in de 39ste minuut noodgedwongen het veld verlaten wegens een blessure. |                                                                   |                 | | |
| |                                                                   |                 | | |
| dinsdag 19 oktober 2010, 20.45 uur | AFC Ajax                                                          | 2 - 1 ( 2 - 0 ) | AJ Auxerre | : Luis Suárez |
| Amsterdam ArenA, Amsterdam 51.383 toeschouwers Scheidsrechter: Olegário Benquerenca Lijnrechter: Bertino Miranda Lijnrechter: Jose Cardinal Vierde Official: Paulo Jorge Lourenço Groepsfase, wedstrijd 3 UEFA Champions League | Demy de Zeeuw 7' Luis Suárez 41' André Ooijer 55' Luis Suárez 63' |                 | '21 Cédric Hengbart '30 Stéphane Grichting '56 Valter Birsa '62 Kamel Chafni '81 Dennis Oliech '85 Dennis Oliech '90 Jean-Pascal Mignot '91 Jean-Pascal Mignot                                 | Opstelling AFC Ajax: Maarten Stekelenburg, Gregory van der Wiel, André Ooijer, Jan Vertonghen, Urby Emanuelson, Eyong Enoh, Rasmus Lindgren, Demy de Zeeuw, Miralem Sulejmani, Mounir El Hamdaoui, Luis Suárez Wisselspelers AFC Ajax: Jeroen Verhoeven, Oleguer, Christian Eriksen, Toby Alderweireld, Teemu Tainio, Mido, Florian Jozefzoon Wissels AFC Ajax: '60 Miralem Sulejmani Oleguer                                                                                        |
| Bijzonderheden: - André Ooijer kreeg in de 55ste minuut een rode kaart vanwege een overtreding op een doorgebroken speler. - In de eerste helft werd een doelpunt van AJ Auxerre afgekeurd wegens buitenspel. - In de tweede helft werd een doelpunt van AJ Auxerre afgekeurd, omdat deze door Dennis Oliech gemaakt werd via een handsbal, hier kreeg hij zijn tweede gele kaart voor. - Reservespeler Jean-Pascal Mignot kreeg rood vanwege het leveren van commentaar op de scheidsrechter. Hij heeft geen minuut in deze wedstrijd gespeeld. |                                                                   |                 | | |
| |                                                                   |                 | | |
| woensdag 3 november 2010, 20.45 uur | AJ Auxerre                                                        | 2 - 1 ( 1 - 0 ) | AFC Ajax | : Luis Suárez |
| Stade de l'Abbé-Deschamps, Auxerre 23.467 toeschouwers Scheidsrechter: Mark Clattenburg Lijnrechter: Darren Cann Lijnrechter: Simon Beck Vierde Official: Lee Probert Groepsfase, wedstrijd 4 UEFA Champions League | Frédéric Sammaritano 9' Steeven Langil 84'                        |                 | '36 Gregory van der Wiel '79 Toby Alderweireld '85 Luis Suárez '87 Jan Vertonghen | Opstelling AFC Ajax: Maarten Stekelenburg, Gregory van der Wiel, Toby Alderweireld, Jan Vertonghen, Vurnon Anita, Eyong Enoh, Rasmus Lindgren, Demy de Zeeuw, Luis Suárez, Mounir El Hamdaoui, Urby Emanuelson. Wisselspelers AFC Ajax: Jeroen Verhoeven, Miralem Sulejmani, Christian Eriksen, Siem de Jong, Daley Blind, Teemu Tainio, Oleguer Wissels AFC Ajax: '46 Eyong Enoh Siem de Jong '58 Vurnon Anita Miralem Sulejmani '83 Demy de Zeeuw Christian Eriksen                |
| Bijzonderheden: - André Ooijer was geschorst voor deze wedstrijd door zijn gekregen rode kaart in de vorige wedstrijd. - Het doelpunt van Toby Alderweireld was het 100ste doelpunt van AFC Ajax in de UEFA Champions League. |                                                                   |                 | | |
| |                                                                   |                 | | |
| dinsdag 23 november 2010, 20.45 uur | AFC Ajax                                                          | 0 - 4 ( 0 - 2 ) | Real Madrid | : Luis Suárez |
| Amsterdam ArenA, Amsterdam 51.466 toeschouwers Scheidsrechter: Craig Thomson Lijnrechter: Tom Murphy Lijnrechter: Francis Andrews Vierde Official: Crawford Allan Groepsfase, wedstrijd 5 UEFA Champions League | Eyong Enoh 35' Demy de Zeeuw 60'                                  |                 | '33 Sergio Ramos '36 Karim Benzema '44 Álvaro Arbeloa '61 Cristiano Ronaldo '68 Xabi Alonso '70 Cristiano Ronaldo '81 ( p ) Cristiano Ronaldo '84 Raúl Albiol '87 Xabi Alonso '91 Sergio Ramos | Opstelling AFC Ajax: Maarten Stekelenburg, Gregory van der Wiel, Toby Alderweireld, Jan Vertonghen, Vurnon Anita, Eyong Enoh, Siem de Jong, Miralem Sulejmani, Luis Suárez, Mounir El Hamdaoui, Urby Emanuelson Wisselspelers AFC Ajax: Jeroen Verhoeven, André Ooijer, Demy de Zeeuw, Christian Eriksen, Araz Ozbiliz, Rasmus Lindgren, Teemu Taino Wissels AFC Ajax: '46 Mounir El Hamdaoui Demy de Zeeuw '76 Siem de Jong Rasmus Lindgren '88 Miralem Sulejmani Christian Eriksen |
| Bijzonderheden: - Real Madrid-speler Xabi Alonso en Sergio Ramos kregen allebei hun tweede gele kaart in de wedstrijd vanwege tijdrekken. - Deze nederlaag is de grootste ooit in de geschiedenis van AFC Ajax in Europees verband. - Door deze nederlaag is AFC Ajax definitief uitgeschakeld in de UEFA Champions League, het maakt alleen nog kans om door te gaan in de UEFA Europa League - Mounir El Hamdaoui moest in de 46ste minuut het veld verlaten wegens een enkelblessure.                                                         |                                                                   |                 | | |
| |                                                                   |                 | | |
| woensdag 8 december 2010, 20.45 uur | AC Milan                                                          | 0 - 2 ( 0 - 0 ) | AFC Ajax | : Luis Suárez |
| San Siro, Milaan 72.960 toeschouwers Scheidsrechter: Claus Bo Larsen Lijnrechter: Henrik Sønderby Lijnrechter: Niels Hoeg Vierde Official: Nicolai Vollquartz Groepsfase, wedstrijd 6 UEFA Champions League |                                                                   |                 | '35 Luis Suárez '48 Miralem Sulejmani '57 Demy de Zeeuw '66 Toby Alderweireld | Opstelling AFC Ajax: Maarten Stekelenburg, Gregory van der Wiel, Toby Alderweireld, Jan Vertonghen, Urby Emanuelson, Demy de Zeeuw, Christian Eriksen, Eyong Enoh, Miralem Sulejmani, Siem de Jong, Luis Suárez Wisselspelers AFC Ajax: Jeroen Verhoeven, Oleguer, André Ooijer, Vurnon Anita, Teemu Tainio, Mounir El Hamdaoui, Rasmus Lindgren Wissels AFC Ajax: '82 Demy de Zeeuw Rasmus Lindgren '84 Siem de Jong Mounir El Hamdaoui '92 Luis Suárez Teemu Tainio                |
| Bijzonderheden: - Frank de Boer maakte bij AFC Ajax zijn debuut als hoofdcoach. - Door deze overwinning plaatste AFC Ajax zich voor Tweede Ronde van de UEFA Europa League. |                                                                   |                 | | |

###### Eindstand UEFA Champions League 2010 / 2011
| #  | Club            | GS | W | G | V | DV | DT | DS  | P  |
| -- | --------------- | -- | - | - | - | -- | -- | --- | -- |
| 1. | Real Madrid (*) | 6  | 4 | 1 | 0 | 15 | 2  | +13 | 16 |
| 2. | AC Milan (*)    | 6  | 2 | 2 | 2 | 7  | 7  | +0  | 8  |
| 3. | AFC Ajax (**)   | 6  | 2 | 1 | 3 | 6  | 10 | −4  | 7  |
| 4. | AJ Auxerre      | 6  | 1 | 0 | 5 | 3  | 12 | −9  | 3  |

- (*) Door naar achtste finales UEFA Champions League.
- (**) AFC Ajax plaatste zich door een overwinning op AC Milan tijdens de laatste speeldag voor de Tweede Ronde van de UEFA Europa League.

### UEFA Europa League 2010 / 2011

##### Tweede Ronde
| |                                                                 |                 | | |
| donderdag 17 februari 2011, 19.00 uur | RSC Anderlecht                                                  | 0 - 3 ( 0 - 1 ) | AFC Ajax                                                                                                 | : Maarten Stekelenburg |
| Constant Vanden Stockstadion, Anderlecht 21.195 toeschouwers Scheidsrechter: Gianluca Rocchi Lijnrechter: Cristiano Copelli Lijnrechter: Gianluca Cariolato Vierde Official: Paolo Valeri Tweede Ronde, wedstrijd 1 UEFA Europa League | Mbark Boussoufa 45' Marcin Wasilewski 55' Roland Juhasz 68'     |                 | '32 Toby Alderweireld '35 Daley Blind '57 Toby Alderweireld '59 Christian Eriksen '68 Mounir El Hamdaoui | Opstelling AFC Ajax: Maarten Stekelenburg, Gregory van der Wiel, Toby Alderweireld, Jan Vertonghen, Daley Blind, Eyong Enoh, Christian Eriksen, Siem de Jong, Miralem Sulejmani, Mounir El Hamdaoui, Lorenzo Ebecilio Wisselspelers AFC Ajax: Jeroen Verhoeven, André Ooijer, Demy de Zeeuw, Vurnon Anita, Rasmus Lindgren, Oleguer, Aras Özbiliz Wissels AFC Ajax: '77 Daley Blind Vurnon Anita '81 Miralem Sulejmani Aras Özbiliz                                                |
| Bijzonderheden: - Anderlecht-speler Marcin Wasilewski miste in de 55e minuut een strafschop. |                                                                 |                 | | |
| |                                                                 |                 | | |
| donderdag 24 februari 2011, 21.05 uur | AFC Ajax                                                        | 2 - 0 ( 2 - 0 ) | RSC Anderlecht                                                                                           | : Maarten Stekelenburg, Jan Vertonghen |
| Amsterdam ArenA, Amsterdam 42.591 toeschouwers Scheidsrechter: Martin Hansson Lijnrechter: Fredrik Nilsson Lijnrechter: Magnus Sjöblom Vierde Official: Martin Strömbergsson Tweede Ronde, wedstrijd 2 UEFA Europa League              | Lorenzo Ebecilio 3' Miralem Sulejmani 11' Miralem Sulejmani 17' |                 | '22 Cheikhou Kouyaté '57 Kanu                                                                            | Opstelling AFC Ajax: Maarten Stekelenburg, Gregory van der Wiel, Toby Alderweireld, Jan Vertonghen, Daley Blind, Eyong Enoh, Christian Eriksen, Siem de Jong, Lorenzo Ebecilio, Mounir El Hamdaoui, Miralem Sulejmani Wisselspelers AFC Ajax: Jeroen Verhoeven, Vurnon Anita, Demy de Zeeuw. Rasmus Lindgren, André Ooijer, Oleguer, Darío Cvitanich Wissels AFC Ajax: '16 Eyong Enoh Rasmus Lindgren '46 Maarten Stekelenburg Jeroen Verhoeven '71 Lorenzo Ebecilio Demy de Zeeuw |
| Bijzonderheden: - Eyong Enoh werd in de 16de minuut gewisseld vanwege een spierblessure in zijn arm. - Maarten Stekelenburg werd in de rust uit voorzorg gewisseld vanwege een lichte liesblessure.                                    |                                                                 |                 | | |

##### Achtste Finale
| |                                                           |                 |                                                       | |
| donderdag 10 maart 2011, 21.05 uur | AFC Ajax                                                  | 0 - 1 ( 0 - 0 ) | Spartak Moskou                                        | : Maarten Stekelenburg |
| Amsterdam ArenA, Amsterdam 32.841 toeschouwers Scheidsrechter: Manuel Gräfe Lijnrechter: Marukus Haecker Lijnrechter: Thorsten Schiffner Vierde Official: Robert Hartmann Achtste Finale, wedstrijd 1 UEFA Europa League    | Jan Vertonghen 51' Christian Eriksen 78'                  |                 | '37 Marek Suchý '57 Alex '70 Welliton '77 Marcos Rojo | Opstelling AFC Ajax: Maarten Stekelenburg, Gregory van der Wiel, Toby Alderweireld, Jan Vertonghen, Daley Blind, Vurnon Anita, Demy de Zeeuw, Christian Eriksen, Lorenzo Ebecilio, Miralem Sulejmani, Siem de Jong Wisselspelers AFC Ajax: Jeroen Verhoeven, Oleguer, André Ooijer, Eyong Enoh, Aras Özbiliz, Rasmus Lindgren, Darío Cvitanich Wissels AFC Ajax: '74 Demy de Zeeuw Eyong Enoh '85 Lorenzo Ebecilio Aras Özbiliz                                  |
| |                                                           |                 |                                                       | |
| donderdag 17 maart 2011, 19.00 uur | Spartak Moskou                                            | 3 - 0 ( 2 - 0 ) | AFC Ajax                                              | : Jan Vertonghen |
| Olympisch Stadion Loezjniki, Moskou 45.000 toeschouwers Scheidsrechter: Martin Atkinson Lijnrechter: Michael Mularkey Lijnrechter: Peter Kirkup Vierde Official: Lee Probert Achtste Finale, wedstrijd 2 UEFA Europa League | Dmitry Kombarov 21' Welliton 30' Alex 54' Marcos Rojo 78' |                 | '77 Eyong Enoh                                        | Opstelling AFC Ajax: Jeroen Verhoeven, Gregory van der Wiel, Toby Alderweireld, Jan Vertonghen, Daley Blind, Vurnon Anita, Demy de Zeeuw, Christian Eriksen, Miralem Sulejmani, Siem de Jong, Lorenzo Ebecilio Wisselspelers AFC Ajax: Ronald Graafland, André Ooijer, Oleguer, Rasmus Lindgren, Eyong Enoh, Darío Cvitanich, Aras Özbiliz Wissels AFC Ajax: '46 Daley Blind Eyong Enoh '46 Miralem Sulejmani Aras Özbiliz '63 Christian Eriksen Darío Cvitanich |
| Bijzonderheden: - Door deze 2 nederlagen is AFC Ajax uitgeschakeld in de UEFA Europa League. |                                                           |                 |                                                       | |

### Nederlandse Eredivisie 2010 / 2011
| | |                 | | |
| zondag 8 augustus 2010, 14.30 uur | FC Groningen | 2 - 2 ( 0 - 0 ) | AFC Ajax | : Demy de Zeeuw |
| Euroborg, Groningen 21.000 toeschouwers Scheidsrechter: Bas Nijhuis Lijnrechter: Erwin Zeinstra Lijnrechter: Bas van Dongen Vierde Official: Serdar Gözübüyük Speelronde 1 Nederlandse Eredivisie | Dusan Tadic 25' Luciano Da Silva 31' Tim Matavz 72' Nicklas Pedersen 86'                                                                           |                 | '50 Mounir El Hamdaoui '53 Demy de Zeeuw '61 Mounir El Hamdaoui '68 Gregory van der Wiel                                                                | Opstelling AFC Ajax: Maarten Stekelenburg, Gregory van der Wiel, Toby Alderweireld, Oleguer, Vurnon Anita, Demy de Zeeuw, Siem de Jong, Ismaïl Aissati, Urby Emanuelson, Mounir El Hamdaoui, Christian Eriksen Wisselspelers AFC Ajax: Kenneth Vermeer, Daley Blind, Marvin Zeegelaar, Darko Bodul, Roly Bonevacia, Johan Kappelhof, Florian Jozefzoon Wissels AFC Ajax: '80 Ismaïl Aissati Marvin Zeegelaar                                                                           |
| Bijzonderheden: - Jan Vertonghen werd door arbitragecommissie van de KNVB voor deze wedstrijd geschorst omdat hij tijdens de huldiging na het winnen van de KNVB beker 2009/2010, enkele beledigende teksten liet vallen. - Luis Suárez was voor deze wedstrijd geschorst omdat hij in de strijd om de Johan Cruijff Schaal 2010 een rode kaart ontving. - Mounir El Hamdaoui maakte zijn officiële debuut en zijn eerste officiële doelpunt voor AFC Ajax in de Eredivisie. | |                 | | |
| | |                 | | |
| zaterdag 14 augustus 2010, 18.45 uur | AFC Ajax | 4 - 2 ( 2 - 2 ) | Vitesse | : Demy de Zeeuw, Jan Vertonghen |
| Amsterdam ArenA, Amsterdam 47.831 toeschouwers Scheidsrechter: Björn Kuipers Lijnrechter: Sander van Roekel Lijnrechter: Hans Olde Olthof Vierde Official: Jeroen Abbink Speelronde 2 Nederlandse Eredivisie | Jan Vertonghen 37' Gregory van der Wiel 40' Siem de Jong 47' Vurnon Anita 58'                                                                      |                 | '26 Davy Pröpper '43 Marco van Ginkel '90 Ted Heijckmann                                                                                                | Opstelling AFC Ajax: Maarten Stekelenburg, Gregory van der Wiel, Toby Alderweireld, Jan Vertonghen, Vurnon Anita, Roly Bonevacia, Demy de Zeeuw, Siem de Jong, Urby Emanuelson, Christian Eriksen, Mounir El Hamdaoui Wisselspelers AFC Ajax: Jeroen Verhoeven, André Ooijer, Daley Blind, Oleguer, Florian Josefzoon, Ismaïl Aissati, Marvin Zeegelaar Wissels AFC Ajax: '46 Urby Emanuelson Florian Josefzoon '77 Demy de Zeeuw Ismaïl Aissati                                       |
| Bijzonderheden: - Luis Suárez was voor deze wedstrijd geschorst omdat hij in de strijd om de Johan Cruijff Schaal 2010 een rode kaart ontving. - Roly Bonevacia en Florian Jozefzoon maakten hun officiële debuut voor AFC Ajax. - Jan Vertonghen nam in de 77ste minuut de aanvoerdersband over van Demy de Zeeuw. | |                 | | |
| | |                 | | |
| zaterdag 21 augustus 2010, 20.45 uur | AFC Ajax | 3 - 0 ( 1 - 0 ) | Roda JC | : Luis Suárez |
| Amsterdam ArenA, Amsterdam 47.159 toeschouwers Scheidsrechter: Jan Wegereef Lijnrechter: Roger Geutjes Lijnrechter: Hans ten Hoove Vierde Official: Hielke Heida Speelronde 3 Nederlandse Eredivisie | Mounir El Hamdaoui 34' Luis Suárez 52' Mounir El Hamdaoui 72'                                                                                      |                 | '72 Jimmy Hempte '82 Ruud Vormer '86 Anouar Hadouir | Opstelling AFC Ajax: Maarten Stekelenburg, Gregory van der Wiel, Toby Alderweireld, Jan Vertonghen, Vurnon Anita, Demy de Zeeuw, Eyong Enoh, Siem de Jong, Urby Emanuelson, Luis Suárez, Mounir El Hamdaoui Wisselspelers AFC Ajax: Jeroen Verhoeven, Miralem Sulejmani, Christian Eriksen, André Ooijer, Daley Blind, Oleguer, Roly Bonevacia Wissels AFC Ajax: '77 Eyong Enoh André Ooijer '77 Urby Emanuelson Christian Eriksen '82 Mounir El Hamdaoui Miralem Sulejmani            |
| Bijzonderheden: - Luis Suárez werd voor de wedstrijd gehuldigd voor het feit dat hij tegen PAOK Saloniki zijn 100ste officiële doelpunt voor AFC Ajax maakte. - Mounir El Hamdaoui zijn tweede treffer deze wedstrijd was het 50.000ste doelpunt in de Nederlandse Eredivisie sinds 1956. - André Ooijer maakte zijn officiële debuut voor AFC Ajax. | |                 | | |
| | |                 | | |
| zondag 29 augustus 2010, 12.30 uur | De Graafschap | 0 - 5 ( 0 - 2 ) | AFC Ajax | : Luis Suárez |
| De Vijverberg, Doetinchem 12.550 toeschouwers Scheidsrechter: Ben Haverkort Lijnrechter: Wilco Lobbert Lijnrechter: Arie Brink Vierde Official: Michel Winter Speelronde 4 Nederlandse Eredivisie | Hugo Bargas 36' Jordy Buijs 55' |                 | '14 Luis Suárez '41 Luis Suárez '51 Siem de Jong '68 Urby Emanuelson '85 Luis Suárez '89 Christian Eriksen                                              | Opstelling AFC Ajax: Maarten Stekelenburg, Gregory van der Wiel, Toby Alderweireld, Jan Vertonghen, Vurnon Anita, Eyong Enoh, Demy de Zeeuw, Urby Emanuelson, Siem de Jong, Mounir El Hamdaoui, Luis Suárez Wisselspelers AFC Ajax: Jeroen Verhoeven, Oleguer, André Ooijer, Florian Jozefzoon, Miralem Sulejmani, Christian Eriksen, Daley Blind Wissels AFC Ajax: '69 Mounir El Hamdaoui Miralem Sulejmani '82 Urby Emanuelson Florian Jozefzoon '86 Demy de Zeeuw Christian Eriksen |
| | |                 | | |
| zaterdag 11 september 2010, 18.45 uur | AFC Ajax | 2 - 0 ( 1 - 0 ) | Willem II | : Luis Suárez |
| Amsterdam ArenA, Amsterdam 47.702 toeschouwers Scheidsrechter: Danny Makkelie Lijnrechter: Ruud Bexkens Lijnrechter: Jan de Vries Vierde Official: Edwin van de Graaf Speelronde 5 Nederlandse Eredivisie | Luis Suárez ( p ) 34' Luis Suárez ( p ) 54' Urby Emanuelson 81'                                                                                    |                 | '34 Arjan Swinkels '39 Niek Vossebelt '53 Bart Biemans '61 Marlon Pereira                                                                               | Opstelling AFC Ajax: Maarten Stekelenburg, Gregory van der Wiel, Toby Alderweireld, Jan Vertonghen, Vurnon Anita, Eyong Enoh, Demy de Zeeuw, Siem de Jong, Urby Emanuelson, Mounir El Hamdaoui, Luis Suárez Wisselspelers AFC Ajax: Jeroen Verhoeven, André Ooijer, Oleguer, Daley Blind, Miralem Sulejmani, Teemu Tainio, Florian Jozefzoon Wissels AFC Ajax: '63 Toby Alderweireld André Ooijer '66 Vurnon Anita Miralem Sulejmani '85 Demy de Zeeuw Teemu Tainio                    |
| Bijzonderheden: - Teemu Tainio maakte zijn officiële debuut voor AFC Ajax. - Luis Suárez speelde zijn 100ste duel voor AFC Ajax. | |                 | | |
| | |                 | | |
| zondag 19 september 2010, 12.30 uur | Feyenoord | 1 - 2 ( 0 - 1 ) | AFC Ajax | : Luis Suárez |
| Stadion Feijenoord, Rotterdam 43.000 toeschouwers Scheidsrechter: Kevin Blom Lijnrechter: Arie Brink Lijnrechter: Rob van de Ven Vierde Official: Pol van Boekel Speelronde 6 Nederlandse Eredivisie | Tim de Cler 39' Karim El Ahmadi 58' André Bahia 80' André Bahia 84' Stefan de Vrij 89'                                                             |                 | '40 Siem de Jong '42 Gregory van der Wiel '56 Mounir El Hamdaoui '84 Miralem Sulejmani '85 Rasmus Lindgren                                              | Opstelling AFC Ajax: Maarten Stekelenburg, Gregory van der Wiel, Toby Alderweireld, Jan Vertonghen, Vurnon Anita, Eyong Enoh, Rasmus Lindgren, Siem de Jong, Miralem Sulejmani, Mounir El Hamdaoui, Luis Suárez Wisselspelers AFC Ajax: Jeroen Verhoeven, André Ooijer, Daley Blind, Urby Emanuelson, Demy de Zeeuw, Christian Eriksen, Oleguer Wissels AFC Ajax: '84 Miralem Sulejmani Urby Emanuelson                                                                                |
| Bijzonderheden: - In de eerste helft werd een doelpunt van Feyenoord-speler Fedor Smolov afgekeurd wegens buitenspel. - In de tweede helft werd een doelpunt van Feyenoord-speler Luc Castaignos afgekeurd wegens buitenspel. | |                 | | |
| | |                 | | |
| zaterdag 25 september 2010, 20.45 uur | FC Twente | 2 - 2 ( 1 - 1 ) | AFC Ajax | : Luis Suárez |
| De Grolsch Veste, Enschede 24.000 toeschouwers Scheidsrechter: Pieter Vink Lijnrechter: Patrick Langkamp Lijnrechter: Hans Olde Olthof Vierde Official: Jochem Kamphuis Speelronde 7 Nederlandse Eredivisie | Theo Janssen 11' Theo Janssen 62' |                 | '15 Mounir El Hamdaoui '68 Eyong Enoh | Opstelling AFC Ajax: Maarten Stekelenburg, Gregory van der Wiel, Toby Alderweireld, Jan Vertonghen, Vurnon Anita, Rasmus Lindgren, Eyong Enoh, Siem de Jong, Urby Emanuelson, Mounir El Hamdaoui, Luis Suárez Wisselspelers AFC Ajax: Jeroen Verhoeven, André Ooijer, Oleguer, Demy de Zeeuw, Miralem Sulejmani, Christian Eriksen, Florian Jozefzoon Wissels AFC Ajax: '67 Vurnon Anita Miralem Sulejmani '81 Mounir El Hamdaoui Demy de Zeeuw                                        |
| | |                 | | |
| zondag 3 oktober 2010, 12.30 uur | AFC Ajax | 1 - 2 ( 0 - 2 ) | FC Utrecht | : Luis Suárez |
| Amsterdam ArenA, Amsterdam 45.167 toeschouwers Scheidsrechter: Björn Kuipers Lijnrechter: Sander van Roekel Lijnrechter: Nicky Simons Vierde Official: Maarten Ketting Speelronde 8 Nederlandse Eredivisie | Luis Suárez 6' Eyong Enoh 14' Siem de Jong 93' |                 | '6 ( p ) Ricky van Wolfswinkel '15 ( p ) Ricky van Wolfswinkel '34 Michael Silberbauer '46 Tim Cornelisse                                               | Opstelling AFC Ajax: Maarten Stekeleburg, Gregory van der Wiel, Toby Alderweireld, Jan Vertonghen, Urby Emanuelson, Demy de Zeeuw, Eyong Enoh, Siem de Jong, Miralem Sulejmani, Mounir El Hamdaoui, Luis Suárez Wisselspelers AFC Ajax: Jeroen Verhoeven, Oleguer, André Ooijer, Christian Eriksen, Rasmus Lindgren, Florian Jozefzoon, Daley Blind Wissels AFC Ajax: '46 Toby Alderweireld Rasmus Lingren '46 Eyong Enoh Christian Eriksen '73 Demy de Zeeuw Florian Jozefzoon        |
| | |                 | | |
| zaterdag 16 oktober 2010, 18.45 uur | AFC Ajax | 3 - 0 ( 2 - 0 ) | NAC Breda | : Luis Suárez |
| Amsterdam ArenA, Amsterdam 48.370 toeschouwers Scheidsrechter: Ed Janssen Lijnrechter: Hans ten Hoove Lijnrechter: Dave Goossens Vierde Official: Rutger Bekebrede Speelronde 9 Nederlandse Eredivisie | Jan Vertonghen 15' Mounir El Hamdaoui 30' Luis Suárez 79'                                                                                          |                 | '44 Rob Penders | Opstelling AFC Ajax: Maarten Stekelenburg, Gregory van der Wiel, André Ooijer, Jan Vertonghen, Urby Emanuelson, Rasmus Lindgren, Eyong Enoh, Demy de Zeeuw, Miralem Sulejmani, Mounir El Hamdaoui, Luis Suárez Wisselspelers AFC Ajax: Jeroen Verhoeven, Toby Alderweireld, Daley Blind, Mido, Christian Eriksen, Teemu Tainio, Florian Jozefzoon Wissels AFC Ajax: '70 Eyong Enoh Christian Eriksen '77 Miralem Sulejmani Mido '84 Mounir El Hamdaoui Florian Jozefzoon               |
| Bijzonderheden: - André Ooijer stond voor het eerst dit seizoen in de basis-opstelling. - Mido maakte na 7 jaar zijn rentree bij AFC Ajax. | |                 | | |
| | |                 | | |
| zondag 24 oktober 2010, 12.30 uur | SBV Excelsior | 2 - 2 ( 2 - 0 ) | AFC Ajax | : Luis Suárez |
| Stadion Woudestein, Rotterdam 3.540 toeschouwers Scheidsrechter: Jan Wegereef Lijnrechter: Nicky Siebert Lijnrechter: Ger Buiting Vierde Official: Serdar Gözübüyük Speelronde 10 Nederlandse Eredivisie | Daan Bovenberg 37' Kevin Wattamaleo 42' |                 | '27 Vurnon Anita '41 Urby Emanuelson '46 Mounir El Hamdaoui '67 Luis Suárez '68 Jan Vertonghen '69 Mounir El Hamdaoui '74 Eyong Enoh '89 Jan Vertonghen | Opstelling AFC Ajax: Maarten Stekelenburg, Gregory van der Wiel, André Ooijer, Jan Vertonghen, Vurnon Anita, Demy de Zeeuw, Eyong Enoh, Siem de Jong, Urby Emanuelson, Luis Suárez, Mounir El Hamdaoui Wisselspelers AFC Ajax: Jeroen Verhoeven, Toby Alderweireld, Miralem Sulejmani, Christian Eriksen, Rasmus Lindgren, Teemu Tainio, Mido Wissels AFC Ajax: '60 Maarten Stekelenburg Jeroen Verhoeven '64 Siem de Jong Miralem Sulejmani '77 Eyong Enoh Mido                       |
| Bijzonderheden: - Maarten Stekelenburg moest in de 60ste minuut noodgedwongen het veld verlaten wegens een knieblessure. - Jeroen Verhoeven maakte zijn officiële debuut in het shirt van AFC Ajax. - Luis Suárez speelde zijn 150ste officiële duel voor AFC Ajax. | |                 | | |
| | |                 | | |
| woensdag 27 oktober 2010, 19.00 uur | AFC Ajax | 3 - 1 ( 1 - 1 ) | sc Heerenveen | : Luis Suárez |
| Amsterdam ArenA, Amsterdam 47.612 toeschouwers Scheidsrechter: Eric Braamhaar Lijnrechter: Michel Winter Lijnrechter: Dave Goossens Vierde Official: Adriaan Inia Speelronde 11 Nederlandse Eredivisie | Rasmus Lindgren 6' Mounir El Hamdaoui 11' Mounir El Hamdaoui 48' Vurnon Anita 84'                                                                  |                 | '24 Bas Dost '25 Mika Väyrynen '34 Gerry Koning | Opstelling AFC Ajax: Maarten Stekelenburg, Gregory van der Wiel, André Ooijer, Jan Vertonghen, Vurnon Anita, Rasmus Lindgren, Eyong Enoh, Siem de Jong, Urby Emanuelson, Mounir El Hamdaoui, Luis Suárez Wisselspelers AFC Ajax: Jeroen Verhoeven, Toby Alderweireld, Demy de Zeeuw, Miralem Sulejmani, Teemu Tainio, Christian Eriksen, Mido Wissels AFC Ajax: '65 Siem de Jong Demy de Zeeuw '86 Mounir El Hamdaoui Miralem Sulejmani                                                |
| | |                 | | |
| | |                 | | |
| zaterdag 30 oktober 2010, 19.45 uur | Heracles Almelo | 1 - 4 ( 1 - 1 ) | AFC Ajax | : Luis Suárez |
| Polman Stadion, Almelo 8.500 toeschouwers Scheidsrechter: Ruud Bossen Lijnrechter: Angelo Boonman Lijnrechter: Roger Geutjes Vierde Official: Jochem Kamphuis Speelronde 12 Nederlandse Eredivisie | Willy Overtoom 38' Birger Maertens 85' |                 | '16 Mounir El Hamdaoui '43 Eyong Enoh '55 Rasmus Lindgren '62 Rasmus Lindgren '78 André Ooijer '81 Miralem Sulejmani                                    | Opstelling AFC Ajax: Maarten Stekelenburg, Gregory van der Wiel, André Ooijer, Jan Vertonghen, Vurnon Anita, Eyong Enoh, Rasmus Lindgren, Siem de Jong, Urby Emanuelson, Mounir El Hamdaoui, Luis Suárez Wisselspelers AFC Ajax: Jeroen Verhoeven, Toby Alderweireld, Daley Blind, Christian Eriksen, Mido, Teemu Tainio Wissels AFC Ajax: '52 Eyong Enoh Christian Eriksen '78 Vurnon Anita Miralem Sulejmani                                                                         |
| | |                 | | |
| zondag 7 november 2010, 12.30 uur | AFC Ajax | 0 - 1 ( 0 - 1 ) | ADO Den Haag | : Luis Suárez |
| Amsterdam ArenA, Amsterdam 43.914 toeschouwers Scheidsrechter: Bas Nijhuis Lijnrechter: Nicky Siebert Lijnrechter: Arie Brink Vierde Official: Tom van Sichem Speelronde 13 Nederlandse Eredivisie | Demy de Zeeuw 21' Urby Emanuelson 65' |                 | '25 Aleksander Radosavljevic '44 Wesley Verhoek '63 Wesley Verhoek '88 Gino Coutinho                                                                    | Opstelling AFC Ajax: Maarten Stekelenburg, Gregory van der Wiel, André Ooijer, Jan Vertonghen, Vurnon Anita, Rasmus Lindgren, Siem de Jong, Demy de Zeeuw, Luis Suárez, Mounir El Hamdaoui, Urby Emanuelson Wisselspelers AFC Ajax: Jeroen Verhoeven, Toby Alderweireld, Eyong Enoh, Miralem Sulejmani, Christian Eriksen, Oleguer, Mido Wissels AFC Ajax: '17 Gregory van der Wiel Oleguer '46 Vurnon Anita Miralem Sulejmani '66 Demy de Zeeuw Christian Eriksen                     |
| Bijzonderheden: - Gregory van der Wiel moest in de 17de minuut noodgedwongen het veld verlaten wegens een bovenbeenblessure. | |                 | | |
| | |                 | | |
| zondag 14 november 2010, 14.30 uur | AZ | 2 - 0 ( 0 - 0 ) | AFC Ajax | : Luis Suárez |
| AFAS Stadion, Alkmaar 16.779 toeschouwers Scheidsrechter: Pieter Vink Lijnrechter: Patrick Gerritsen Lijnrechter: Frank Jansen Vierde Official: Pol van Boekel Speelronde 14 Nederlandse Eredivisie | Héctor Moreno 35' Graziano Pellè 40' Pontus Wernbloom 55' Stijn Schaars 57' Pontus Wernbloom 74' Kolbeinn Sigthórsson 77' Kolbeinn Sigthórsson 89' |                 | '49 Luis Suárez '80 Mido '89 André Ooijer | Opstelling AFC Ajax: Maarten Stekelenburg, Gregory van der Wiel, André Ooijer, Jan Vertonghen, Vurnon Anita, Rasmus Lindgren, Urby Emanuelson, Christian Eriksen, Siem de Jong, Mounir El Hamdaoui, Luis Suárez Wisselspelers AFC Ajax: Jeroen Verhoeven, Florian Jozefzoon, Toby Alderweireld, Demy de Zeeuw, Eyong Enoh, Mido, Miralem Sulejmani Wissels AFC Ajax: '59 Urby Emanuelson Mido '71 Siem de Jong Demy de Zeeuw '77 Christian Eriksen Miralem Sulejmani                   |
| Bijzonderheden: - André Ooijer werd door scheidsrechter Pieter Vink in de 89ste minuut met rood van het veld gestuurd na een overtreding op Graziano Pellè. - Dit was de eerste uit-nederlaag voor AFC Ajax sinds 6 december 2009. | |                 | | |
| | |                 | | |
| zaterdag 20 november 2010, 20.45 uur | AFC Ajax | 0 - 0 ( 0 - 0 ) | PSV | : Luis Suárez |
| Amsterdam ArenA, Amsterdam 50.082 toeschouwers Scheidsrechter: Björn Kuipers Lijnrechter: Sander van Roekel Lijnrechter: Nicky Simons Vierde Official: Reinold Wiedemeijer Speelronde 15 Nederlandse Eredivisie | Vurnon Anita 33' Rasmus Lindgren 92' |                 | '36 Wilfred Bouma '86 Marcelo '87 Ibrahim Afellay | Opstelling AFC Ajax: Maarten Stekelenburg, Gregory van der Wiel, Toby Alderweireld, Jan Vertonghen, Vurnon Anita, Eyong Enoh, Demy de Zeeuw, Siem de Jong, Urby Emanuelson, Mounir El Hamdaoui, Luis Suárez Wisselspelers AFC Ajax: Jeroen Verhoeven, Ramsus Lindgren, Teemu Tainio, Miralem Sulejmani, Mido, Christian Eriksen, Aras Özbiliz Wissels AFC Ajax: '58 Vurnon Anita Miralem Sulejmani '76 Siem de Jong Rasmus Lindgren                                                    |
| Bijzonderheden: - André Ooijer was geschorst voor deze wedstrijd door zijn opgelopen rode kaart in de wedstrijd tegen AZ. - Rasmus Lindgren werd door scheidsrechter Björn Kuipers in de 92ste minuut met rood van het veld gestuurd na een natrappende beweging op Ibrahim Afellay. | |                 | | |
| | |                 | | |
| zondag 28 november 2010, 14.30 uur | VVV-Venlo | 0 - 2 ( 0 - 0 ) | AFC Ajax | : Maarten Stekelenburg |
| Seacon Stadion - De Koel -, Venlo 8.000 toeschouwers Scheidsrechter: Jack van Hulten Lijnrechter: Erwin Zeinstra Lijnrechter: Peter Janson Vierde Official: Allard Lindhout Speelronde 16 Nederlandse Eredivisie | |                 | '62 Mido '70 Miralem Sulejmani '71 Urby Emanuelson '81 Mounir El Hamdaoui '85 Miralem Sulejmani                                                         | Opstelling AFC Ajax: Maarten Stekelenburg, Gregory van der Wiel, Toby Alderweireld, Jan Vertonghen, Vurnon Anita, Eyong Enoh, Teemu Tainio, Urby Emanuelson, Christian Eriksen, Miralem Sulejmani, Mounir El Hamdaoui Wisselspelers AFC Ajax: Jeroen Verhoeven, Oleguer, Mido, Demy de Zeeuw, Daley Blind, Siem de Jong, Aras Özbiliz Wissels AFC Ajax: '46 Teemu Tainio Aras Özbiliz '56 Christian Eriksen Mido                                                                       |
| Bijzonderheden: - André Ooijer is geschorst voor deze wedstrijd door zijn opgelopen rode kaart in de wedstrijd tegen AZ. - Luis Suárez is geschorst voor deze wedstrijd omdat hij in de wedstrijd tegen PSV Otman Bakkal heeft gebeten. - Rasmus Lindgren is geschorst voor deze wedstrijd door zijn opgelopen rode kaart in de wedstrijd tegen PSV. - Aras Özbiliz maakte zijn officiële debuut voor AFC Ajax. - Teemu Tainio stond voor het eerst in de basis-opstelling bij AFC Ajax. | |                 | | |
| | |                 | | |
| zaterdag 4 december 2010, 18.45 uur | AFC Ajax | 1 - 1 ( 0 - 0 ) | N.E.C. | : Maarten Stekelenburg |
| Amsterdam ArenA, Amsterdam 22.000 toeschouwers Scheidsrechter: Ed Janssen Lijnrechter: Edwin de Vree Lijnrechter: Jan de Vries Vierde Official: Edwin van de Graaf Speelronde 17 Nederlandse Eredivisie | Araz Özbiliz 30' Mido 76' |                 | '24 Bas Sibum '59 Lasse Schöne '78 Bram Nuytinck | Opstelling AFC Ajax: Maarten Stekelenburg, Gregory van der Wiel, Toby Alderweireld, Jan Vertonghen, Urby Emanuelson, Eyong Enoh, Demy de Zeeuw, Mounir El Hamdaoui, Mido, Miralem Sulejmani, Araz Özbiliz Wisselspelers AFC Ajax: Jeroen Verhoeven, Vurnon Anita, André Ooijer, Oleguer, Marvin Zeegelaar, Siem de Jong, Christian Eriksen Wissels AFC Ajax: '60 Araz Özbiliz Marvin Zeegelaar '79 Mido Siem de Jong '85 Demy de Zeeuw Christian Eriksen                               |
| Bijzonderheden: - Luis Suárez is geschorst voor deze wedstrijd omdat hij in de wedstrijd tegen PSV Otman Bakkal heeft gebeten. - Rasmus Lindgren is geschorst voor deze wedstrijd door zijn opgelopen rode kaart in de wedstrijd tegen PSV. - Mido stond voor het eerst sinds zijn terugkeer in de basis-opstelling bij AFC Ajax. | |                 | | |
| | |                 | | |
| zondag 12 december 2010, 12.30 uur | Vitesse | 0 - 1 ( 0 - 1 ) | AFC Ajax | : Maarten Stekelenburg |
| GelreDome, Arnhem 20.860 toeschouwers Scheidsrechter: Pol van Boekel Lijnrechter: Coen Droste Lijnrechter: Jac Schenkels Vierde Official: Jochem Kamphuis Speelronde 18 Nederlandse Eredivisie | Nemanja Matic 7' Frank van der Struijk 38' Ismaïl Aissati 52'                                                                                      |                 | '6 Demy de Zeeuw '11 Christian Eriksen '55 Rasmus Lindgren                                                                                              | Opstelling AFC Ajax: Maarten Stekelenburg, Gregory van der Wiel, Toby Alderweireld, Jan Vertonghen, Urby Emanuelson, Demy de Zeeuw, Christian Eriksen, Eyong Enoh, Lorenzo Ebecilio, Siem de Jong, Miralem Sulejmani Wisselspelers AFC Ajax: Jeroen Verhoeven, Vurnon Anita, André Ooijer, Rasmus Lindgren, Aras Özbiliz, Daley Blind, Mido Wissels AFC Ajax: '23 Eyong Enoh Rasmus Lindgren '64 Gregory van der Wiel Vurnon Anita '71 Lorenzo Ebecilio Aras Özbiliz                   |
| Bijzonderheden: - Luis Suárez is geschorst voor deze wedstrijd omdat hij in de wedstrijd tegen PSV Otman Bakkal heeft gebeten. - Lorenzo Ebecilio maakte zijn officiële debuut voor AFC Ajax. - Eyong Enoh moest in de 23ste minuut het veld verlaten met een oogblessure. Rasmus Lindgren was zijn vervanger. | |                 | | |
| | |                 | | |
| woensdag 19 januari 2011, 20.45 uur | AFC Ajax | 2 - 0 ( 1 - 0 ) | Feyenoord | : Maarten Stekelenburg |
| Amsterdam ArenA, Amsterdam 51.322 toeschouwers Scheidsrechter: Pieter Vink Lijnrechter: Arie Brink Lijnrechter: Patrick Langkamp Vierde Official: Tom van Sichem Speelronde 19 Nederlandse Eredivisie | Toby Alderweireld 31' Lorenzo Ebecilio 36' Gregory van der Wiel 57' Miralem Sulejmani ( p ) 77'                                                    |                 | '25 Luigi Bruins '51 Gill Swerts '76 Tim de Cler | Opstelling AFC Ajax: Maarten Stekelenburg, Gregory van der Wiel, Toby Alderweireld, Jan Vertonghen, Daley Blind, Eyong Enoh, Demy de Zeeuw, Christian Eriksen, Miralem Sulejmani, Siem de Jong, Lorenzo Ebecilio Wisselspelers AFC Ajax: Jeroen Verhoeven, André Ooijer, Vurnon Anita, Rasmus Lindgren, Jody Lukoki, Oleguer, Darío Cvitanich Wissels AFC Ajax: '80 Lorenzo Ebecilio Jody Lukoki '87 Demy de Zeeuw Rasmus Lindgren '88 Christian Eriksen Vurnon Anita                  |
| Bijzonderheden: - Deze wedstrijd stond eerst gepland voor zondag 19 december 2010, maar in verband met de weersomstandigheden werd door de KNVB in overleg met de Gemeente en Politie Amsterdam besloten de wedstrijd af te gelasten. - Luis Suárez is geschorst voor deze wedstrijd omdat hij in de wedstrijd tegen PSV Otman Bakkal heeft gebeten. - Jody Lukoki maakte zijn officiële debuut voor AFC Ajax. | |                 | | |
| | |                 | | |
| zondag 23 januari 2011, 12.30 uur | FC Utrecht | 3 - 0 ( 2 - 0 ) | AFC Ajax | : Maarten Stekelenburg |
| Stadion Galgenwaard, Utrecht 24.500 toeschouwers Scheidsrechter: Ruud Bossen Lijnrechter: Hans Olde Olthof Lijnrechter: Jac Schenkels Vierde Official: Jeroen Sanders Speelronde 20 Nederlandse Eredivisie | Edouard Duplan 22' Edouard Duplan 24' Ismo Vorstermans 82'                                                                                         |                 | '61 Eyong Enoh '65 Darío Cvitanich '87 Jan Vertonghen '91 Aras Özbiliz                                                                                  | Opstelling AFC Ajax: Maarten Stekelenburg, Gregory van der Wiel, Toby Alderweireld, Jan Vertonghen, Daley Blind, Eyong Enoh, Demy de Zeeuw, Christian Eriksen, Siem de Jong, Miralem Sulejmani, Lorenzo Ebecilio Wisselspelers AFC Ajax: Jeroen Verhoeven, Vurnon Anita, Rodney Sneijder, Rasmus Lindgren, André Ooijer, Aras Özbiliz, Darío Cvitanich Wissels AFC Ajax: '53 Demy de Zeeuw Darío Cvitanich '70 Darío Cvitanich Aras Özbiliz '73 Lorenzo Ebecilio Vurnon Anita          |
| Bijzonderheden: - Luis Suárez was geschorst voor deze wedstrijd omdat hij in de wedstrijd tegen PSV Otman Bakkal heeft gebeten. | |                 | | |
| | |                 | | |
| zondag 30 januari 2011, 14.30 uur | NAC Breda | 0 - 3 ( 0 - 1 ) | AFC Ajax | : Maarten Stekelenburg |
| Rat Verlegh Stadion, Breda 17.000 toeschouwers Scheidsrechter: Bas Nijhuis Lijnrechter: Sander van Roekel Lijnrechter: Edwin de Vree Vierde Official: Jordy de Goeij Speelronde 21 Nederlandse Eredivisie | Siem de Jong 13' Miralem Sulejmani 36' Jan Vertonghen 53' Lorenzo Ebecilio 64' Rob Penders ( ed ) 68' Miralem Sulejmani 93'                        |                 | '40 Kees Luijckx '54 Donny Gorter '58 Jens Janse '68 Rob Penders                                                                                        | Opstelling AFC Ajax: Maarten Stekelenburg, Gregory van der Wiel, Toby Alderweireld, Jan Vertonghen, Daley Blind, Eyong Enoh, Vurnon Anita, Christian Eriksen, Siem de Jong, Lorenzo Ebecilio, Miralem Sulejmani Wisselspelers AFC Ajax: Jeroen Verhoeven, André Ooijer, Oleguer, Tom Overtoom, Rasmus Lindgren, Aras Özbiliz, Mounir El Hamdaoui Wissels AFC Ajax: '57 Vurnon Anita Mounir El Hamdaoui '63 Siem de Jong Rasmus Lindgren '84 Lorenzo Ebecilio Aras Özbiliz              |
| | |                 | | |
| vrijdag 4 februari 2011, 20.45 uur | AFC Ajax | 2 - 0 ( 1 - 0 ) | De Graafschap | : Maarten Stekelenburg |
| Amsterdam ArenA, Amsterdam 49.137 toeschouwers Scheidsrechter: Ben Haverkort Lijnrechter: Jaap Pool Lijnrechter: Cees Schaap Vierde Official: Jeroen Abbink Speelronde 22 Nederlandse Eredivisie | Mounir El Hamdaoui 43' Gregory van der Wiel 74' Siem de Jong 79' Aras Özbiliz 90'                                                                  |                 | '15 Rogier Meijer | Opstelling AFC Ajax: Maarten Stekelenburg, Gregory van der Wiel, Toby Alderweireld, Jan Vertonghen, Daley Blind, Eyong Enoh, Christian Eriksen, Siem de Jong, Lorenzo Ebecilio, Mounir El Hamdaoui, Miralem Sulejmani Wisselspelers AFC Ajax: Jeroen Verhoeven, André Ooijer, Oleguer, Vurnon Anita, Aras Özbiliz, Rasmus Lindgren, Demy de Zeeuw Wissels AFC Ajax: '74 Miralem Sulejmani Vurnon Anita '84 Mounir El Hamdaoui Aras Özbiliz                                             |
| Bijzonderheden: - Mounir El Hamdaoui scoorde zijn 100ste officiële doelpunt in zijn loopbaan. | |                 | | |
| | |                 | | |
| zondag 13 februari 2011, 14.30 uur | Roda JC | 2 - 2 ( 2 - 1 ) | AFC Ajax | : Maarten Stekelenburg |
| Parkstad Limburg Stadion, Kerkrade 18.936 toeschouwers Scheidsrechter: Jack van Hulten Lijnrechter: Ruud Bexkens Lijnrechter: Frank Jansen Vierde Official: Jordy de Goeij Speelronde 23 Nederlandse Eredivisie | Ruud Vormer 21' Mads Junker 41' Anouar Hadouir 81'                                                                                                 |                 | '13 Miralem Sulejmani '34 Siem de Jong '36 Toby Alderweireld '88 Mounir El Hamdaoui                                                                     | Opstelling AFC Ajax: Maarten Stekelenburg, Vurnon Anita, Toby Alderweireld, Jan Vertonghen, Daley Blind, Demy de Zeeuw, Eyong Enoh, Christian Eriksen, Siem de Jong, Miralem Sulejmani, Mounir El Hamdaoui Wisselspelers AFC Ajax: Jeroen Verhoeven, André Ooijer, Lorenzo Ebecilio, Rasmus Lindgren, Oleguer, Araz Özbiliz, Darío Cvitanich Wissels AFC Ajax: '77 Miralem Sulejmani Lorenzo Ebecilio '81 Demy de Zeeuw Rasmus Lindgren                                                |
| Bijzonderheden: - Gregory was voor deze wedstrijd geschorst door het aantal verkregen gele kaarten in eerdere wedstrijden. - Mounir El Hamdaoui miste in de 88ste minuut een penalty. | |                 | | |
| | |                 | | |
| zondag 20 februari 2011, 14.30 uur | AFC Ajax | 1 - 0 ( 1 - 0 ) | VVV-Venlo | : Maarten Stekelenburg |
| Amsterdam ArenA, Amsterdam 51.078 toeschouwers Scheidsrechter: Jan Wegereef Lijnrechter: Hessel Steegstra Lijnrechter: Erwin Zeinstra Vierde Official: Martin van den Kerkhof Speelronde 24 Nederlandse Eredivisie | Mounir El Hamdaoui 11' |                 | '27 Michael Timisela '35 Ken Leemans '74 Ken Leemans | Opstelling AFC Ajax: Maarten Stekelenburg, Gregory van der Wiel, Toby Alderweireld, Jan Vertonghen, Vurnon Anita, Siem de Jong, Christian Eriksen, Eyong Enoh, Miralem Sulejmani, Mounir El Hamdaoui, Lorenzo Ebecilio Wisselspelers AFC Ajax: Jeroen Verhoeven, André Ooijer, Daley Blind, Rasmus Lindgren, Demy de Zeeuw, Oleguer, Aras Özbiliz Wissels AFC Ajax: '58 Miralem Sulejmani Aras Özbiliz '74 Mounir El Hamdaoui Demy de Zeeuw                                            |
| Bijzonderheden: - Tijdens deze wedstrijd werd officieel afscheid genomen van Luis Suárez. - Miralem Sulejmani speelde zijn 100ste wedstrijd in de Eredivisie | |                 | | |
| | |                 | | |
| zondag 27 februari 2011, 14.30 uur | PSV | 0 - 0           | AFC Ajax | : Maarten Stekelenburg |
| Philips Stadion, Eindhoven 34.400 toeschouwers Scheidsrechter: Eric Braamhaar Lijnrechter: Arie Brink Lijnrechter: Rob van de Ven Vierde Official: Richard Liesveld Speelronde 25 Nederlandse Eredivisie | Orlando Engelaar 33' Stanislav Manolev 39´ |                 | '22 Jan Vertonghen '78 Lorenzo Ebecilio '88 Toby Alderweireld                                                                                           | Opstelling AFC Ajax: Maarten Stekelenburg, Gregory van der Wiel, Toby Alderweireld, Jan Vertonghen, Vurnon Anita, Eyong Enoh, Christian Eriksen, Siem de Jong, Miralem Sulejmani, Mounir El Hamdaoui, Lorenzo Ebecilio Wisselspelers AFC Ajax: Jeroen Verhoeven, André Ooijer, Daley Blind, Demy de Zeeuw, Darío Cvitanich, Aras Özbiliz, Rasmus Lindgren Wissels AFC Ajax: '76 Eyong Enoh Rasmus Lindgren '86 Mounir El Hamdaoui Demy de Zeeuw                                        |
| | |                 | | |
| zondag 6 maart 2011, 16.30 uur | AFC Ajax | 4 - 0 ( 1 - 0 ) | AZ | : Maarten Stekelenburg |
| Amsterdam ArenA, Amsterdam 48.328 toeschouwers Scheidsrechter: Kevin Blom Lijnrechter: Daniel Siebert Lijnrechter: Patrick Langkamp Vierde Official: Michel Winter Speelronde 26 Nederlandse Eredivisie | Demy de Zeeuw 5' Siem de Jong 56' Lorenzo Ebecilio 58' Lorenzo Ebecilio 72' Vurnon Anita 89'                                                       |                 | '13 Stijn Schaars '73 Graziano Pellè | Opstelling AFC Ajax: Maarten Stekelenburg, Gregory van der Wiel, Toby Alderweireld, Jan Vertonghen, Daley Blind, Demy de Zeeuw, Christian Eriksen, Vurnon Anita, Sulejmani, Siem de Jong, Lorenzo Ebecilio Wisselspelers AFC Ajax: Jeroen Verhoeven, Eyong Enoh, André Ooijer, Rasmus Lindgren, Oleguer, Darío Cvitanich, Aras Özbiliz Wissels AFC Ajax: '67 Christian Eriksen Darío Cvitanich '75 Demy de Zeeuw Rasmus Lindgren '84 Lorenzo Ebecilio Aras Özbiliz                     |
| | |                 | | |
| zondag 13 maart 2011, 14.30 uur | Willem II | 1 - 3 ( 1 - 0 ) | AFC Ajax | : Jan Vertonghen |
| Koning Willem II Stadion, Tilburg 13.500 toeschouwers Scheidsrechter: Ed Janssen Lijnrechter: Hans ten Hoove Lijnrechter: Jan de Vries Vierde Official: Bart van der Scheer Speelronde 27 Nederlandse Eredivisie | Rangelo Janga 19' Juha Hakola 22' Ricardo Ippel 42' Denis Halilovic 73'                                                                            |                 | '28 Lorenzo Ebecilio '47 Siem de Jong '80 Jan Vertonghen '88 Christian Eriksen                                                                          | Opstelling AFC Ajax: Jeroen Verhoeven, Gregory van der Wiel, Toby Alderweireld, Jan Vertonghen, Daley Blind, Vurnon Anita, Demy de Zeeuw, Christian Eriksen, Miralem Sulejmani, Siem de Jong, Lorenzo Ebecilio Wisselspelers AFC Ajax: Ronald Graafland, Oleguer, André Ooijer, Rasmus Lindgren, Darío Cvitanich, Aras Özbiliz, Eyong Enoh Wissels AFC Ajax:' '46 Lorenzo Ebecilio Aras Özbiliz '46 Demy de Zeeuw Darío Cvitanich                                                      |
| | |                 | | |
| zondag 20 maart 2011, 12.30 uur | ADO Den Haag | 3 - 2 ( 1 - 0 ) | AFC Ajax | : Jan Vertonghen |
| Kyocera Stadion, Den Haag 15.000 toeschouwers Scheidsrechter: Björn Kuipers Lijnrechter: Sander van Roekel Lijnrechter: Nicky Simons Vierde Official: Reinold Wiedemeijer Speelronde 28 Nederlandse Eredivisie | Frantisek Kubik '24 Frantisek Kubik '31 Pascal Bosschaart '45 Ramon Leeuwin '69 Lex Immers '76 Lex Immers '76 Timothy Derijck '87                  |                 | '67 Aras Özbiliz '69 Jan Vertonghen '78 Jan Vertonghen '85 Christian Eriksen                                                                            | Opstelling AFC Ajax: Jeroen Verhoeven, Gregory van der Wiel, Toby Alderweireld, Jan Vertonghen, Vernon Anita, Siem de Jong, Christian Eriksen, Eyong Enoh, Aras Özbiliz, Darío Cvitanich, Miralem Sulejmani Wisselspelers AFC Ajax: Ronald Graafland, Daley Blind, André Ooijer, Rasmus Lindgren, Demy de Zeeuw, Jody Lukoki, Geoffrey Castillion Wissels AFC Ajax: '62 Darío Cvitanich Geoffrey Castillion '69 Eyong Enoh André Ooijer '80 Aras Özbiliz Jody Lukoki                   |
| Bijzonderheden: - Lorenzo Ebecilio is geschorst voor deze wedstrijd. - Geoffrey Castillion maakte zijn officiële debuut voor AFC Ajax. | |                 | | |
| | |                 | | |
| zondag 3 april 2011, 14.30 uur | AFC Ajax | 3 - 0 ( 0 - 0 ) | Heracles Almelo | : André Ooijer |
| Amsterdam ArenA, Amsterdam 50.705 toeschouwers Scheidsrechter: Sergio Gumienny Lijnrechter: Mark Simons Lijnrechter: Frank Bleyen Vierde Official: Tim Pots Speelronde 29 Nederlandse Eredivisie | Christian Eriksen 37' Oleguer 58' Siem de Jong 65' Aras Özbiliz 81'                                                                                |                 | '21 Willy Overtoom '45 Antoine van der Linden '47 Mark-Jan Fledderus '58 Birger Maertens                                                                | Opstelling AFC Ajax: Kenneth Vermeer, Vurnon Anita, André Ooijer, Oleguer, Daly Blind, Eyong Enoh, Christian Eriksen, Siem de Jong, Miralem Sulejmani, Mounir El Hamdaoui, Lorenzo Ebecilio Wisselspelers AFC Ajax: Jeroen Verhoeven, Nicolai Boilesen, Nicolás Lodeiro, Darío Cvitanich, Demy de Zeeuw, Aras Özbiliz, Ruben Ligeon Wissels AFC Ajax: '45 Daley Blind Nicolai Boilesen '71 Lorenzo Ebecilio Aras Özbiliz '72 Siem de Jong Demy de Zeeuw                                |
| Bijzonderheden: - Jan Vertonghen was geschorst voor deze wedstrijd. - Voorafgaand aan deze wedstrijd werd 1 minuut stilte gehouden ivm het overlijden van Hans Boskamp. Boskamp was oud-speler van AFC Ajax. Hij overleed op 22 maart 2011. - Daley Blind viel in de 45ste minuut geblesseerd uit. Nicolai Boilesen was zijn vervanger en maakte daarmee zijn officiële debuut voor AFC Ajax. - Aras Özbiliz maakte zijn eerste officiële doelpunt voor AFC Ajax. | |                 | | |
| | |                 | | |
| zondag 10 april 2011, 14.30 uur | AFC Ajax | 2 - 0 ( 0 - 0 ) | FC Groningen | : Jan Vertonghen |
| Amsterdam ArenA, Amsterdam 51.050 toeschouwers Scheidsrechter: Pol van Boekel Lijnrechter: Wilco Lobbert Lijnrechter: Rob Meenhuis Vierde Official: Maarten Ketting Speelronde 30 Nederlandse Eredivisie | Miralem Sulejmani 69' Jan Vertonghen 72' |                 | '66 Nicklas Pedersen | Opstelling AFC Ajax: Kenneth Vermeer, Gregory van der Wiel, André Ooijer, Jan Vertonghen, Nicolai Boilesen, Vurnon Anita, Christian Eriksen, Siem de Jong, Miralem Sulejmani, Mounir El Hamdaoui, Aras Özbiliz Wisselspelers AFC Ajax: Wissels AFC Ajax: '56 Aras Özbiliz Lorenzo Ebecilio '78 Gregory van der Wiel Eyong Enoh '87 Mounir El Hamdaoui Demy de Zeeuw |
| Bijzonderheden: - Voorafgaand aan deze wedstrijd werd 1 minuut stilte gehouden ivm met het schietincident in het winkelcentrum van Alphen aan den Rijn. | |                 | | |
| | |                 | | |
| zondag 17 april 2011, 14.30 uur | N.E.C. | 1 - 2 ( 1 - 1 ) | AFC Ajax | : Jan Vertonghen |
| Goffertstadion, Nijmegen 12.000 toeschouwers Scheidsrechter: Bas Nijhuis Lijnrechter: Jaap Pool Lijnrechter: Jürgen Schiphorst Vierde Official: Edwin van de Graaf Speelronde 31 Nederlandse Eredivisie | Lasse Schöne 4' John Goossens 28' Thomas Chatelle 89'                                                                                              |                 | '45 Miralem Sulejmani '61 Mounir El Hamdaoui '66 Toby Alderweireld '79 Aras Özbiliz '82 Gregory van der Wiel                                            | Opstelling AFC Ajax: Kenneth Vermeer, Gregory van der Wiel, Toby Alderweireld, Jan Vertonghen, Nicolai Boilesen, Vurnon Anita, Siem de Jong, Christian Eriksen, Lorenzo Ebecilio, Mounir El Hamdaoui, Miralem Sulejmani Wisselspelers AFC Ajax: Jeroen Verhoeven, André Ooijer, Demy de Zeeuw, Eyong Enoh, Aras Özbiliz, Darío Cvitanich, Nicolás Lodeiro Wissels AFC Ajax: '78 Mounir El Hamdaoui Aras Özbiliz '85 Lorenzo Ebecilio Eyong Enoh '91 Miralem Sulejmani Darío Cvitanich  |
| | |                 | | |
| zondag 24 april 2011, 14.30 uur | AFC Ajax | 4 - 1 ( 1 - 0 ) | SBV Excelsior | : Jan Vertonghen |
| Amsterdam ArenA, Amsterdam 51.185 toeschouwers Scheidsrechter: Danny Makkelie Lijnrechter: Hessel Steegstra Lijnrechter: Ruud Bexkens Vierde Official: Jeroen Sanders Speelronde 32 Nederlandse Eredivisie | Lorenzo Ebecilio 13' Nicolai Boilesen 41' Christian Eriksen 71' Vurnon Anita '77 Lorenzo Ebecilio '79 Demy de Zeeuw 81' Siem de Jong 92'           |                 | '12 Wouter Gudde '55 Daan Bovenberg '72 Ryan Koolwijk                                                                                                   | Opstelling AFC Ajax: Kenneth Vermeer, Gregory van der Wiel, Toby Alderweireld, Jan Vertonghen, Nicolai Boilesen, Vurnon Anita, Siem de Jong, Christian Eriksen, Lorenzo Ebecilio, Mounir El Hamdaoui, Miralem Sulejmani Wisselspelers AFC Ajax: Jeroen Verhoeven, Eyong Enoh, André Ooijer, Nicolás Lodeiro, Daley Blind, Darío Cvitanich, Demy de Zeeuw Wissels AFC Ajax: '66 Mounir El Hamdaoui Demy de Zeeuw '71 Nicolai Boilesen Danny Blind '83 Lorenzo Ebecilio Darío Cvitanich  |
| Bijzonderheden: - Na de wedstrijd werd afscheid genomen van Urby Emanuelson, die in de winterstop vertrok naar AC Milan. | |                 | | |
| | |                 | | |
| zondag 1 mei 2011, 14.30 uur | sc Heerenveen | 1 - 2 ( 1 - 1 ) | AFC Ajax | : Jan Vertonghen |
| Abe Lenstra Stadion, Heerenveen 26.100 toeschouwers Scheidsrechter: Eric Braamhaar Lijnrechter: Hans Olde Olthof Lijnrechter: Jacques Schenkels Vierde Official: Serdar Gözübüyük Speelronde 33 Nederlandse Eredivisie | Mika Väyrynen 19' Mika Väyrynen 22' Philip Haglund 66'                                                                                             |                 | '20 Miralem Sulejmani '46 Christian Eriksen | Opstelling AFC Ajax: Kenneth Vermeer, Gregory van der Wiel, Toby Alderweireld, Jan Vertonghen, Nicolai Boilesen, Vurnon Anita, Demy de Zeeuw, Christian Eriksen, Lorenzo Ebecilio, Miralem Sulejmani, Siem de Jong Wisselspelers AFC Ajax: Jeroen Verhoeven, André Ooijer, Daley Blind, Eyong Enoh, Mounir El Hamdaoui, Nicolás Lodeiro, Aras Özbiliz Wissels AFC Ajax: '70 Demy de Zeeuw Eyong Enoh '76 Lorenzo Ebecilio Aras Özbiliz '91 Vurnon Anita André Ooijer                   |
| | |                 | | |
| zondag 15 mei 2011, 14.30 uur | AFC Ajax | 3 - 1 ( 1 - 0 ) | FC Twente | : Jan Vertonghen |
| Amsterdam ArenA, Amsterdam 51.738 toeschouwers Scheidsrechter: Pieter Vink Lijnrechter: Angelo Boonman Lijnrechter: Wilco Lobbert Vierde Official: Tom van Sichum Speelronde 34 Nederlandse Eredivisie | Siem de Jong 23' Denny Landzaat ( ed ) 47' Vurnon Anita 74' Siem de Jong 78'                                                                       |                 | '48 Theo Janssen '55 Douglas '80 Roberto Rosales '89 Theo Janssen                                                                                       | Opstelling AFC Ajax: Kenneth Vermeer, Gregory van der Wiel, Toby Alderweireld, Jan Vertonghen, Nicolai Boilesen, Demy de Zeeuw, Christian Eriksen, Vurnon Anita, Miralem Sulejmani, Siem de Jong, Lorenzo Ebecilio Wisselspelers AFC Ajax: Jeroen Verhoeven, Eyong Enoh, André Ooijer, Daly Blind, Oleguer, Darío Cvitanich, Aras Özbiliz Wissels AFC Ajax: '67 Miralem Sulejmani Eyong Enoh '73 Nicolai Boilesen Daley Blind '81 Lorenzo Ebecilio André Ooijer                        |
| Bijzonderheden: - Door deze overwinning is AFC Ajax Landskampioen van Nederland en is daarmee voor de 30ste keer landskampioen geworden. - Door deze 30ste overwinning heeft AFC Ajax ook een derde competitiester binnen gehaald. De eerste club in de geschiedenis van de Eredivisie die dit heeft behaald. - Ook is AFC Ajax door deze overwinning automatisch geplaatst voor de groepsfase van de UEFA Champions League 2011/2012. - Het is de eerste keer in de geschiedenis van de eredivisie dat in een rechtstreeks duel werd uitgemaakt wie de landstitel pakte. - Een week eerder troffen de twee clubs elkaar al eerder voor de KNVB beker. Toen won FC Twente. En tevens de eerste dat beide teams binnen een korte periode twee finales tegen elkaar moesten spelen. - De eerste volgende wedstrijd van het nieuwe voetbalseizoen zal ook tussen deze twee clubs gespeeld worden. Er zal dan gespeeld worden om de Johan Cruijff Schaal. - De teams hebben dan in drie op elkaar volgende duels tegen elkaar gespeeld om een prijs. | |                 | | |

| Nederlandse Eredivisie 2010/11 |
| ------------------------------ |
| AFC Ajax 30ste titel           |

## Statistieken AFC Ajax 2010 / 2011

### Eindstand AFC Ajax in Nederlandse Eredivisie 2010 / 2011
| Stand | Gespeeld | Gewonnen | Gelijk | Verloren | Punten | Doelpunten voor | Doelpunten tegen | Gele kaarten | Rode kaarten |
| ----- | -------- | -------- | ------ | -------- | ------ | --------------- | ---------------- | ------------ | ------------ |
| 1ste  | 34       | 22       | 7      | 5        | 73     | 72              | 30               | 55           | 3            |

### Punten per speelronde
| Speelronde | 1 | 2 | 3 | 4 | 5 | 6 | 7 | 8 | 9 | 10 | 11 | 12 | 13 | 14 | 15 | 16 | 17 | 18 | 19 | 20 | 21 | 22 | 23 | 24 | 25 | 26 | 27 | 28 | 29 | 30 | 31 | 32 | 33 | 34 | Totaal |
| ---------- | - | - | - | - | - | - | - | - | - | -- | -- | -- | -- | -- | -- | -- | -- | -- | -- | -- | -- | -- | -- | -- | -- | -- | -- | -- | -- | -- | -- | -- | -- | -- | ------ |
| Punten     | 1 | 3 | 3 | 3 | 3 | 3 | 1 | 0 | 3 | 1  | 3  | 3  | 0  | 0  | 1  | 3  | 1  | 3  | 3  | 0  | 3  | 3  | 1  | 3  | 1  | 3  | 3  | 0  | 3  | 3  | 3  | 3  | 3  | 3  | 73     |

### Punten na speelronde
| Speelronde | 1 | 2 | 3 | 4  | 5  | 6  | 7  | 8  | 9  | 10 | 11 | 12 | 13 | 14 | 15 | 16 | 17 | 18 | 19 | 20 | 21 | 22 | 23 | 24 | 25 | 26 | 27 | 28 | 29 | 30 | 31 | 32 | 33 | 34 | Totaal |
| ---------- | - | - | - | -- | -- | -- | -- | -- | -- | -- | -- | -- | -- | -- | -- | -- | -- | -- | -- | -- | -- | -- | -- | -- | -- | -- | -- | -- | -- | -- | -- | -- | -- | -- | ------ |
| Punten     | 1 | 4 | 7 | 10 | 13 | 16 | 17 | 17 | 20 | 21 | 24 | 27 | 27 | 27 | 28 | 31 | 32 | 35 | 38 | 38 | 41 | 44 | 45 | 48 | 49 | 52 | 55 | 55 | 58 | 61 | 64 | 67 | 70 | 73 | 73     |

### Stand na speelronde
| Speelronde | 1 | 2 | 3 | 4 | 5 | 6 | 7 | 8 | 9 | 10 | 11 | 12 | 13 | 14 | 15 | 16 | 17 | 18 | 19 | 20 | 21 | 22 | 23 | 24 | 25 | 26 | 27 | 28 | 29 | 30 | 31 | 32 | 33 | 34 |
| ---------- | - | - | - | - | - | - | - | - | - | -- | -- | -- | -- | -- | -- | -- | -- | -- | -- | -- | -- | -- | -- | -- | -- | -- | -- | -- | -- | -- | -- | -- | -- | -- |
| Stand      | 7 | 3 | 3 | 1 | 2 | 1 | 1 | 1 | 2 | 3  | 3  | 3  | 3  | 3  | 3  | 4  | 4  | 3  | 3  | 3  | 3  | 3  | 3  | 3  | 3  | 3  | 3  | 3  | 3  | 3  | 3  | 2  | 2  | 1  |

### Doelpunten per speelronde
| Speelronde | 1 | 2 | 3 | 4 | 5 | 6 | 7 | 8 | 9 | 10 | 11 | 12 | 13 | 14 | 15 | 16 | 17 | 18 | 19 | 20 | 21 | 22 | 23 | 24 | 25 | 26 | 27 | 28 | 29 | 30 | 31 | 32 | 33 | 34 | Totaal |
| ---------- | - | - | - | - | - | - | - | - | - | -- | -- | -- | -- | -- | -- | -- | -- | -- | -- | -- | -- | -- | -- | -- | -- | -- | -- | -- | -- | -- | -- | -- | -- | -- | ------ |
| Doelpunten | 2 | 4 | 3 | 5 | 2 | 2 | 2 | 1 | 3 | 2  | 3  | 4  | 0  | 0  | 0  | 2  | 1  | 1  | 2  | 0  | 3  | 2  | 2  | 1  | 0  | 4  | 3  | 2  | 3  | 2  | 2  | 4  | 2  | 3  | 72     |

### Statistieken overall seizoen 2010 / 2011
- In dit overzicht zijn alle statistieken van alle gespeelde wedstrijden in het seizoen 2010 / 2011 verwerkt.

|                          | Vriendschappelijk | Johan Cruijff Schaal | KNVB Beker | UEFA Champions League | UEFA Europa League | Eredivisie | Totaal    |
| ------------------------ | ----------------- | -------------------- | ---------- | --------------------- | ------------------ | ---------- | --------- |
| Wedstrijden              | 12 van 12         | 1 van 1              | 6 van 6    | 10 van 10             | 4 van 4            | 34 van 34  | 67 van 67 |
| Gewonnen                 | 8 van 12          | 0 van 1              | 5 van 6    | 3 van 10              | 2 van 4            | 22 van 34  | 40 van 67 |
| Gelijk                   | 1 van 12          | 0 van 1              | 0 van 6    | 4 van 10              | 0 van 4            | 7 van 34   | 12 van 67 |
| Verloren                 | 2 van 12          | 1 van 1              | 1 van 6    | 3 van 10              | 2 van 4            | 5 van 34   | 14 van 67 |
| Thuis                    | 1 van 2           | 1 van 1              | 5 van 5    | 5 van 5               | 2 van 2            | 17 van 17  | 32 van 32 |
| Uit                      | 10 van 10         | 0 van 0              | 1 van 1    | 5 van 5               | 2 van 2            | 17 van 17  | 35 van 35 |
| Gele kaarten             | 5                 | 2                    | 10         | 19                    | 6                  | 55         | 97        |
| Rode kaarten             | 1                 | 1                    | 0          | 1                     | 0                  | 3          | 6         |
| 2 × geel in 1 wedstrijd  | 0                 | 1                    | 0          | 0                     | 0                  | 0          | 1         |
| Aantal wissels toegepast | 59                | 3                    | 15         | 23                    | 10                 | 87         | 193       |
| Doelpunten voor          | 48                | 0                    | 20         | 13                    | 5                  | 72         | 157       |
| Doelpunten tegen         | 10                | 1                    | 5          | 16                    | 4                  | 30         | 66        |
| Doelsaldo                | +38               | −1                   | +15        | −3                    | +1                 | +42        | +91       |
| De nul gehouden          | 3                 | 0                    | 3          | 1                     | 2                  | 15         | 24        |
| Strafschoppen voor       | 1                 | 0                    | 2          | 0                     | 0                  | 4          | 7         |
| Strafschoppen tegen      | 1                 | 0                    | 0          | 3                     | 1                  | 2          | 7         |

### Records 2010 / 2011
| Omschrijving                  | Competitie             | Uitkomst                                                                |
| ----------------------------- | ---------------------- | ----------------------------------------------------------------------- |
| Grootste Overwinning          | Vriendschappelijk      | FC Horst - AFC Ajax ( 1 - 21 )                                          |
| Grootste Overwinning          | Nederlandse Eredivisie | De Graafschap - AFC Ajax ( 0 - 5 )                                      |
| Grootste Overwinning          | KNVB Beker             | AFC Ajax - RKC Waalwijk ( 5 - 1 )                                       |
| Grootste Overwinning          | UEFA Champions League  | AC Milan - AFC Ajax ( 0 - 2 )                                           |
| Grootste Overwinning          | UEFA Europa League     | RSC Anderlecht - AFC Ajax ( 0 - 3 )                                     |
| Grootste Nederlaag            | Vriendschappelijk      | Hamburger SV - AFC Ajax ( 4 - 2 )                                       |
| Grootste Nederlaag            | Nederlandse Eredivisie | FC Utrecht - AFC Ajax ( 3 - 0 )                                         |
| Grootste Nederlaag            | KNVB Beker             | FC Twente - AFC Ajax ( 3 - 2 )                                          |
| Grootste Nederlaag            | UEFA Champions League  | AFC Ajax - Real Madrid CF ( 0 - 4 )                                     |
| Grootste Nederlaag            | UEFA Europa League     | Spartak Moskou - AFC Ajax ( 3 - 0 )                                     |
| Meest Doelpuntrijke Wedstrijd | Vriendschappelijk      | FC Horst - AFC Ajax ( 1 - 21 )                                          |
| Meest Doelpuntrijke Wedstrijd | Nederlandse Eredivisie | AFC Ajax - Vitesse ( 4 - 2 )                                            |
| Meest Doelpuntrijke Wedstrijd | KNVB Beker             | AFC Ajax - RKC Waalwijk ( 5 - 1 )                                       |
| Meest Doelpuntrijke Wedstrijd | UEFA Champions League  | PAOK Saloniki - AFC Ajax ( 3 - 3 )                                      |
| Meest Doelpuntrijke Wedstrijd | UEFA Europa League     | RSC Anderlecht - AFC Ajax ( 0 - 3 ) Spartak Moskou - AFC Ajax ( 3 - 0 ) |

#### Topscorers
| #                     | Naam                  | Goal |
| --------------------- | --------------------- | ---- |
| 1.                    | Siem de Jong          | 9    |
| 2.                    | Miralem Sulejmani     | 7    |
| 3.                    | Hyun Jun Suk          | 5    |
| 4.                    | Darío Cvitanich       | 3    |
| 5.                    |                       |      |
| / Jeffrey Sarpong (*) | 2                     |      |
| / Mitchell Donald     | 2                     |      |
| Aras Özbiliz          | 2                     |      |
| Ismaïl Aissati (*)    | 2                     |      |
| / Darko Bodul (*)     | 2                     |      |
| Christian Eriksen     | 2                     |      |
| Luis Suárez (*)       | 2                     |      |
| Lorenzo Ebecilio      | 2                     |      |
| 12.                   | Daylon Claasen (*)    | 1    |
| 12.                   | Toby Alderweireld     | 1    |
| 12.                   | Eyong Enoh            | 1    |
| 12.                   | / Urby Emanuelson (*) | 1    |
| 12.                   | Johan Kappelhof (**)  | 1    |
| 12.                   | Marvin Zeegelaar (*)  | 1    |
| 12.                   | Demy de Zeeuw         | 1    |
| 12.                   | / Vurnon Anita        | 1    |
| Totaal                | Totaal                | 48   |

| #      | Naam               | Goal |
| ------ | ------------------ | ---- |
| 1.     | Luis Suárez (*)    | 4    |
| 2.     | Mounir El Hamdaoui | 2    |
| 2.     | Demy de Zeeuw      | 2    |
| 2.     | Toby Alderweireld  | 2    |
| 5.     | Siem de Jong       | 1    |
| 5.     | Rasmus Lindgren    | 1    |
| 5.     | Jan Vertonghen     | 1    |
| Totaal | Totaal             | 13   |

| #      | Naam                  | Goal |
| ------ | --------------------- | ---- |
| 1.     | Mounir El Hamdaoui    | 13   |
| 2.     | Siem de Jong          | 12   |
| 3.     | Miralem Sulejmani     | 8    |
| 4.     | Luis Suárez (*)       | 7    |
| 5.     | Jan Vertonghen        | 6    |
| 5.     | Christian Eriksen     | 6    |
| 7.     | / Vurnon Anita        | 3    |
| 7.     | Lorenzo Ebecilio      | 3    |
| 9.     | Mido (*)              | 2    |
| 9.     | Toby Alderweireld     | 2    |
| 11.    | Gregory van der Wiel  | 1    |
| 11.    | / Urby Emanuelson (*) | 1    |
| 11.    | Eyong Enoh            | 1    |
| 11.    | Rasmus Lindgren       | 1    |
| 11.    | André Ooijer          | 1    |
| 11.    | Demy de Zeeuw         | 1    |
| 11.    | Oleguer               | 1    |
| 11.    | Aras Özbiliz          | 1    |
| Totaal | Totaal                | 70   |

| #      | Naam                  | Goal |
| ------ | --------------------- | ---- |
| 1.     | Miralem Sulejmani     | 3    |
| 1.     | Mounir El Hamdaoui    | 3    |
| 1.     | Siem de Jong          | 3    |
| 4.     | Demy de Zeeuw         | 2    |
| 4.     | Lorenzo Ebecilio      | 2    |
| 6.     | Jan Vertonghen        | 1    |
| 6.     | / Urby Emanuelson (*) | 1    |
| 6.     | / Florian Jozefzoon   | 1    |
| 6.     | Christian Eriksen     | 1    |
| 6.     | Mido (*)              | 1    |
| 6.     | Luis Suárez (*)       | 1    |
| 6.     | / Vurnon Anita        | 1    |
| Totaal | Totaal                | 20   |

| #      | Naam               | Goal |
| ------ | ------------------ | ---- |
| 1.     | Miralem Sulejmani  | 2    |
| 2.     | Mounir El Hamdaoui | 1    |
| 3.     | Christian Eriksen  | 1    |
| 4.     | Toby Alderweireld  | 1    |
| Totaal | Totaal             | 5    |

- (*) De volgende spelers zijn inmiddels vertrokken bij AFC Ajax.
- (**) Speler van Jong Ajax.

## Prijzen 2010/2011
|        | Vriendschappelijk                             | Johan Cruijff Schaal   | KNVB Beker                       | UEFA Champions League                                            | UEFA Europa League                                      | Nederlandse Eredivisie                    |
| ------ | --------------------------------------------- | ---------------------- | -------------------------------- | ---------------------------------------------------------------- | ------------------------------------------------------- | ----------------------------------------- |
| Status | 12 gespeeld, 8 gewonnen, 2 gelijk, 2 verloren | Verloren van FC Twente | Finalist Verloren van: FC Twente | Als Derde in Groep G geëindigd Geplaatst voor UEFA Europa League | Uitgeschakeld in de Achtste Finale door: Spartak Moskou | Kampioen met 73 punten uit 34 wedstrijden |

- Christian Eriksen werd in het jaar 2010 uitgeroepen tot Deens Talent van het Jaar.
- Luis Suárez werd door de Internationale Federatie van Geschiedenis en Statistieken verkozen tot Beste Doelpuntenmaker van de Wereld van 2010.
- Maarten Stekelenburg werd uitgeroepen tot Ajax' Beste Speler van de Eredivisie in het kalenderjaar 2010.
- Maarten Stekelenburg werd door de supporters van AFC Ajax uitgeroepen tot Ajacied van het Jaar.
- Christian Eriksen werd door de supporters van AFC Ajax uitgeroepen tot Talent van het Jaar

## Bestuur & Directie 2010 / 2011
|  | Functie               | Nationaliteit      | Naam                                              | Functie     | Nationaliteit      | Naam                                            |
|  | --------------------- | ------------------ | ------------------------------------------------- | ----------- | ------------------ | ----------------------------------------------- |
|  | Voorzitter            | Vlag van Nederland | Uri Coronel ( 24 december 1946, Amsterdam )       | Commissaris | Vlag van Nederland | Joop Krant ( 30 maart 1948, Bussum )            |
|  | Financieel Directeur  | Vlag van Nederland | Jeroen Slop ( 11 juli 1961, Amsterdam )           | Commissaris | Vlag van Nederland | Cor van Eijden ( 12 september 1949, Amsterdam ) |
|  | Algemeen Directeur    | Vlag van Nederland | Rik van den Boog ( 1 september 1959, Amsterdam )  | Commissaris | Vlag van Indonesië | Frank Eijken ( 7 oktober 1954, Semarang )       |
|  | Commercieel Directeur | Vlag van Nederland | Henri van der Aat ( 24 december 1956, Amsterdam ) | Commissaris | Vlag van Nederland | Jan Haars ( 22 september 1951, Utrecht )        |

- Op woensdag 30 maart 2011 maakte voorzitter Uri Coronel bekend dat hij samen met commissarissen Jan Haars, Joop Krant, Frank Eijken en Cor van Eijden hun functie neer zullen leggen bij AFC Ajax.

## Technische Staf 2010 / 2011
|  | Functie                             | Nationaliteit      | Naam                                             |  | Functie            | Nationaliteit      | Naam                                      |
|  | ----------------------------------- | ------------------ | ------------------------------------------------ |  | ------------------ | ------------------ | ----------------------------------------- |
|  | Hoofdtrainer                        | Vlag van Nederland | Frank de Boer ( 15 mei 1970, Hoorn )             |  | Fysiotherapeut     | Vlag van Nederland | Frank van Deursen ( - )                   |
|  | Assistent-trainer Technisch Manager | Vlag van Nederland | Danny Blind ( 1 augustus 1961, Oost-Souburg )    |  | Fysiotherapeut     | Vlag van Nederland | Pim van Dord ( 7 augustus 1953, - )       |
|  | Assistent-trainer                   | Vlag van Nederland | Hennie Spijkerman ( 28 oktober 1950, Zwolle )    |  | Fysiotherapeut     | Vlag van Nederland | Jos Kortekaas ( -, Raalte )               |
|  | Keeperstrainer                      | Vlag van Nederland | Carlo l'Ami ( 20 juli 1966, Leiden )             |  | Pedicure / Masseur | Vlag van Nederland | Rob Koster ( - )                          |
|  | Conditie- en hersteltrainer         | Vlag van Nederland | René Wormhoudt (-)                               |  | Teammanager        | Vlag van Nederland | David Endt ( 12 februari 1954, Den Haag ) |
|  | Manager medische zaken              | Vlag van Nederland | Edwin Goedhart ( - )                             |  | Spelersbegeleider  | Vlag van Nederland | Herman Pinkster ( - )                     |
|  | Clubarts                            | Vlag van Nederland | Niels Wijne ( 2 september 1966, Son en Breugel ) |  | Psycholoog         | Vlag van Nederland | Wim Keizer ( - )                          |

- Op maandag 6 december 2010 maakte Martin Jol bekend op te stappen bij AFC Ajax, omdat hij geen basis zag om de samenwerking met Ajax voort te kunnen zetten. Met hem vertrokken ook Cock Jol en Michael Lindeman. Frank de Boer is zijn opvolger en tekende op maandag 3 januari 2011 een contract tot medio 2014.

## Selectie 2010 / 2011
| Nummer | Nationaliteit              | Naam | Contract tot | Geboortedatum     | Geboorteplaats ( land van herkomst ) | Vorige club ( land )                  | Officiële debuut AFC Ajax ( debuutwedstrijd )  | Eerste officiële doelpunt AFC Ajax ( wedstrijd )  |
| ------ | -------------------------- | --- | ------------ | ----------------- | ------------------------------------ | ------------------------------------- | ---------------------------------------------- | ------------------------------------------------- |
|        |                            | Doelverdediging                                                                                                  |              |                   |                                      |                                       |                                                |                                                   |
| 1      | Vlag van Nederland         | Maarten Stekelenburg                                                                                             | 30 juni 2012 | 22 september 1982 | Haarlem ( Nederland )                | Jeugdopleiding AFC Ajax ( Nederland ) | 11 augustus 2002 ( AFC Ajax - PSV )            | - - ( - )                                         |
| 12     | /                          | Kenneth Vermeer                                                                                                  | 30 juni 2013 | 10 januari 1986   | Amsterdam ( Nederland )              | Willem II ( Nederland )               | 28 september 2006 ( AFC Ajax - IK Start )      | - - ( - )                                         |
| 30     | Vlag van Nederland         | Jeroen Verhoeven                                                                                                 | 30 juni 2012 | 30 april 1980     | Naarden ( Nederland )                | FC Volendam ( Nederland )             | 24 oktober 2010 ( SBV Excelsior - AFC Ajax )   | - - ( - )                                         |
| 36     | Vlag van Nederland         | Ronald Graafland                                                                                                 | 30 juni 2011 | 30 april 1979     | Rotterdam ( Nederland )              | Vitesse ( Nederland )                 | - - ( - )                                      | - - ( - )                                         |
|        |                            | Verdediging |              |                   |                                      |                                       |                                                |                                                   |
| 2      | /                          | Gregory van der Wiel                                                                                             | 30 juni 2013 | 3 februari 1988   | Amsterdam ( Nederland )              | Jeugdopleiding AFC Ajax ( Nederland ) | 11 maart 2007 ( FC Twente - AFC Ajax )         | 1 maart 2009 ( FC Utrecht - AFC Ajax )            |
| 3      | Vlag van België            | Toby Alderweireld                                                                                                | 30 juni 2014 | 2 maart 1989      | Wilrijk ( België )                   | Germinal Beerschot ( België )         | 18 januari 2009 ( N.E.C. - AFC Ajax )          | 30 augustus 2009 ( Heracles Almelo - AFC Ajax )   |
| 4      | Vlag van België            | Jan Vertonghen                                                                                                   | 30 juni 2013 | 24 april 1987     | Sint-Niklaas ( België )              | RKC Waalwijk ( Nederland )            | 23 augustus 2006 ( AFC Ajax - FC Kobenhavn )   | 2 december 2007 ( AFC Ajax - NAC )                |
| 5      | /                          | Vurnon Anita | 30 juni 2012 | 4 april 1989      | Willemstad ( Curaçao )               | Jeugdopleiding AFC Ajax ( Nederland ) | 19 maart 2006 ( FC Groningen - AFC Ajax )      | 24 september 2009 ( AGOVV Apeldoorn - AFC Ajax )  |
| 13     | Vlag van Nederland         | André Ooijer | 30 juni 2012 | 11 juli 1974      | Amsterdam ( Nederland )              | PSV ( Nederland )                     | 21 augustus 2010 ( AFC Ajax - Roda JC )        | 30 oktober 2010 ( Heracles Almelo - AFC Ajax )    |
| 22     | /                          | Bruno Silva | 30 juni 2012 | 29 maart 1980     | Melo ( Uruguay )                     | SC Internacional ( Brazilië )         | 27 januari 2008 ( Vitesse - AFC Ajax )         | 5 oktober 2008 ( Sc Heerenveen - AFC Ajax )       |
| 17     | Vlag van Nederland         | Daley Blind | 30 juni 2013 | 9 maart 1990      | Amsterdam ( Nederland )              | FC Groningen ( Nederland )            | 7 december 2008 ( FC Volendam - AFC Ajax )     | - - ( - )                                         |
| 23     | Vlag van Spanje            | Oleguer | 30 juni 2011 | 2 februari 1980   | Sabadell ( Spanje )                  | FC Barcelona ( Spanje )               | 30 augustus 2008 ( Willem II - AFC Ajax )      | 18 oktober 2008 ( AFC Ajax - FC Groningen )       |
|        |                            | Middenveld |              |                   |                                      |                                       |                                                |                                                   |
| 6      | Vlag van Kameroen          | Eyong Enoh | 30 juni 2015 | 23 maart 1986     | Kumba ( Kameroen )                   | Ajax Cape Town ( Zuid-Afrika )        | 21 september 2008 ( Feyenoord - AFC Ajax )     | 18 maart 2009 ( AFC Ajax - Olympique Marseille )  |
| 8      | Vlag van Denemarken        | Christian Eriksen                                                                                                | 30 juni 2014 | 14 februari 1992  | Middelfart ( Denemarken )            | Odense BK ( Denemarken )              | 17 januari 2010 ( NAC Breda - AFC Ajax )       | 25 maart 2010 ( Go Ahead Eagles - AFC Ajax )      |
| 10     | Vlag van Nederland         | Siem de Jong | 30 juni 2013 | 28 januari 1989   | Aigle ( Zwitserland )                | Jeugdopleiding AFC Ajax ( Nederland ) | 26 september 2007 ( Kozakken Boys - AFC Ajax ) | 7 oktober 2007 ( Sparta - AFC Ajax )              |
| 15     | Vlag van Uruguay           | Nicolás Lodeiro                                                                                                  | 30 juni 2012 | 21 maart 1989     | Paysandú ( Uruguay )                 | Club Nacional de Football ( Uruguay ) | 7 februari 2010 ( AFC Ajax - FC Twente )       | 25 maart 2010 ( Go Ahead Eagles - AFC Ajax )      |
| 18     | Vlag van Zweden            | Rasmus Lindgren                                                                                                  | 30 juni 2012 | 29 november 1984  | Landskrona ( Zweden )                | FC Groningen ( Nederland )            | 13 februari 2005 ( NAC - AFC Ajax )            | 15 februari 2008 ( AFC Ajax - Sparta )            |
| 20     | Vlag van Nederland         | Demy de Zeeuw | 30 juni 2013 | 23 mei 1983       | Apeldoorn ( Nederland )              | AZ ( Nederland )                      | 2 augustus 2009 ( FC Groningen - AFC Ajax )    | 27 september 2009 ( AFC Ajax - ADO Den Haag )     |
| 25     | /                          | Mitchell Donald                                                                                                  | 30 juni 2011 | 10 december 1988  | Nieuw-Vennep ( Nederland )           | Willem II ( Nederland )               | 14 februari 2007 ( Werder Bremen - AFC Ajax )  | 20 augustus 2009 ( AFC Ajax - Slovan Bratislava ) |
|        |                            | Aanval |              |                   |                                      |                                       |                                                |                                                   |
| 7      | Vlag van Servië            | Miralem Sulejmani                                                                                                | 30 juni 2013 | 5 december 1988   | Belgrado ( Servië )                  | sc Heerenveen ( Nederland )           | 30 augustus 2008 ( Willem II - AFC Ajax )      | 30 augustus 2008 ( Willem II - AFC Ajax )         |
| 9      | Vlag van Marokko           | Mounir El Hamdaoui                                                                                               | 30 juni 2014 | 14 juli 1984      | Rotterdam ( Nederland )              | AZ ( Nederland )                      | 8 augustus 2010 ( FC Groningen - AFC Ajax )    | 8 augustus 2010 ( FC Groningen - AFC Ajax )       |
| 27     | Vlag van Argentinië        | Darío Cvitanich                                                                                                  | 30 juni 2013 | 16 mei 1984       | Baradero ( Argentinië )              | CF Pachuca ( Mexico )                 | 30 augustus 2008 ( Willem II - AFC Ajax )      | 12 december 2008 ( AFC Ajax - NAC Breda )         |
| 33     | Vlag van Nederland         | Aras Özbiliz | 30 juni 2014 | 9 maart 1990      | Bakırköy ( Turkije )                 | Jeugdopleiding AFC Ajax ( Nederland ) | 28 november 2010 ( VVV-Venlo - AFC Ajax )      | 3 april 2011 ( AFC Ajax - Heracles Almelo )       |
| 41     | Vlag van Nederland         | Lorenzo Ebecilio                                                                                                 | 30 juni 2014 | 24 september 1991 | Hoorn ( Nederland )                  | Jeugdopleiding AFC Ajax ( Nederland ) | 12 december 2010 ( Vitesse - AFC Ajax )        | 3 maart 2011 ( AFC Ajax - RKC Waalwijk )          |
|        |                            | Jeugdspelers in AFC Ajax-selectie ( spelers van Jong Ajax of Ajax A1 die meespeelden in wedstrijden van AFC Ajax |              |                   |                                      |                                       |                                                |                                                   |
| 32     | Vlag van Denemarken        | Nicolai Boilesen                                                                                                 | 30 juni 2013 | 16 februari 1992  | Ballerup ( Denemarken )              | Jeugdopleiding AFC Ajax ( Nederland ) | 3 april 2011 ( AFC Ajax - Heracles Almelo )    | - - ( - )                                         |
| 46     | /                          | Florian Jozefzoon                                                                                                | 30 juni 2011 | 9 februari 1991   | Amsterdam ( Nederland )              | Jeugdopleiding AFC Ajax ( Nederland ) | 14 augustus 2010 ( AFC Ajax - Vitesse )        | 22 september 2010 ( AFC Ajax - MVV Maastricht )   |
| 37     | Vlag van Congo-Brazzaville | Jody Lukoki | 30 juni 2012 | 15 november 1992  | Congo ( Congo )                      | Jeugdopleiding AFC Ajax ( Nederland ) | 19 januari 2011 ( AFC Ajax - Feyenoord )       | - - ( - )                                         |
| 28     | /                          | Roly Bonevacia                                                                                                   | 30 juni 2013 | 18 oktober 1991   | Lelystad ( Nederland )               | Jeugdopleiding AFC Ajax ( Nederland ) | 14 augustus 2010 ( AFC Ajax - Vitesse )        | - - ( - )                                         |
| 42     | /                          | Geoffrey Castillion                                                                                              | 30 juni 2011 | 25 mei 1991       | Amsterdam (Nederland)                | Jeugdopleiding AFC Ajax ( Nederland ) | 20 maart 2011 ( AFC Ajax - ADO Den Haag )      | - - ( - )                                         |

#### Nationaliteiten Selectie 2010 / 2011
| Nationaliteit     | Vlag van Nederland | Vlag van België | Vlag van Uruguay | Vlag van Kameroen | Vlag van Marokko | Vlag van Spanje | Vlag van Denemarken | Vlag van Servië | Vlag van Zweden | Vlag van Argentinië | Vlag van Congo-Brazzaville | Totaal Spelers |
| ----------------- | ------------------ | --------------- | ---------------- | ----------------- | ---------------- | --------------- | ------------------- | --------------- | --------------- | ------------------- | -------------------------- | -------------- |
| Selectie Spelers  | 15                 | 2               | 2                | 1                 | 1                | 1               | 2                   | 1               | 1               | 1                   | 1                          | 27             |
| Verhuurde Spelers | 5                  | -               | -                | -                 | -                | -               | -                   | -               | -               | -                   | -                          | 5              |

## Transfers Spelers 2010 / 2011

#### Transferperiode zomer (1 juli 2010 tot en met 1 september 2010)

##### Aangetrokken
- De volgende spelers zijn aangetrokken door AFC Ajax.

|                    | Naam                                | Positie      | Contract tot | Vorige club ( land )            | Transfersom |
|                    | Gekocht                             | Gekocht      | Gekocht      | Gekocht                         | Gekocht     |
| ------------------ | ----------------------------------- | ------------ | ------------ | ------------------------------- | ----------- |
| Vlag van Marokko   | Mounir El Hamdaoui                  | Aanvaller    | 30 juni 2014 | AZ ( Nederland )                | € 5 miljoen |
|                    | Transfervrij                        |              |              |                                 |             |
| Vlag van Nederland | André Ooijer                        | Verdediger   | 30 juni 2011 | PSV ( Nederland )               | -           |
| Vlag van Egypte    | Ahmed 'Mido' Hossam                 | Aanvaller    | 30 juni 2011 | Middlesbrough FC ( Engeland )   | -           |
| Vlag van Finland   | Teemu Tainio                        | Middenvelder | 30 juni 2011 | Birmingham City FC ( Engeland ) | -           |
| /                  | Ronald Graafland                    | Doelman      | 30 juni 2011 | Vitesse ( Nederland )           | -           |
|                    | Terug van verhuurperiode            |              |              |                                 |             |
| /                  | Darko Bodul                         | Aanvaller    | 30 juni 2011 | Sparta Rotterdam ( Nederland )  | -           |
| /                  | Mitchell Donald                     | Middenvelder | 30 juni 2011 | Willem II ( Nederland )         | -           |
| Vlag van Nederland | Evander Sno                         | Middenvelder | 30 juni 2011 | Bristol City FC ( Engeland )    | -           |
| Vlag van Nederland | Daley Blind                         | Verdediger   | 30 juni 2011 | FC Groningen ( Nederland )      | -           |
|                    | Doorgestroomd vanuit jeugdopleiding |              |              |                                 |             |
| /                  | Roly Bonevacia                      | Middenvelder | 30 juni 2011 | Jeugdopleiding AFC Ajax         | -           |

##### Vertrokken
- De volgende spelers zijn vertrokken bij AFC Ajax.

|                      | Naam                     | Positie      | Nieuwe club ( land )               | Transfersom                   |
|                      | Transfervrij             | Transfervrij | Transfervrij                       | Transfervrij                  |
| -------------------- | ------------------------ | ------------ | ---------------------------------- | ----------------------------- |
| Vlag van Spanje      | Gabri                    | Middenvelder | Umm-Salal SC ( Qatar )             | -                             |
| Vlag van Roemenië    | George Ogăraru           | Verdediger   | FC Sion ( Zwitserland )            | -                             |
| Vlag van Zuid-Afrika | Daylon Claasen           | Middenvelder | Lierse SK ( België )               | -                             |
| Vlag van Servië      | Marko Pantelić           | Aanvaller    | Olympiakos Piraeus ( Griekenland ) | -                             |
| /                    | Kennedy Bakırcıoğlu      | Aanvaller    | Racing Santander ( Spanje )        | doorlopend contract ontbonden |
| Vlag van Armenië     | Edgar Manucharyan        | Aanvaller    | Pjoenik Jerevan ( Armenië )        | doorlopend contract ontbonden |
| Vlag van Nederland   | Javier Martina           | Aanvaller    | Toronto FC ( Canada )              | -                             |
| Vlag van Spanje      | Albert Luque             | Aanvaller    | Málaga CF ( Spanje )               | -                             |
| Vlag van Denemarken  | Dennis Rommedahl         | Aanvaller    | Olympiakos Piraeus ( Griekenland ) | -                             |
|                      | Verkocht                 |              |                                    |                               |
| /                    | Jeffrey Sarpong          | Middenvelder | Real Sociedad ( Spanje )           | € 200.000                     |
|                      | Verhuurd                 |              |                                    |                               |
| Vlag van Nederland   | Sergio Padt              | Keeper       | Go Ahead Eagles ( Nederland )      | verhuurd tot 30 juni 2011     |
| Vlag van Nederland   | Jan-Arie van der Heijden | Middenvelder | Willem II ( Nederland )            | verhuurd tot 30 juni 2011     |
| Vlag van Nederland   | Rob Wielaert             | Verdediger   | Roda JC ( Nederland )              | verhuurd tot 30 juni 2011     |
| Vlag van Nederland   | Ismaïl Aissati           | Middenvelder | Vitesse ( Nederland )              | verhuurd tot 30 juni 2011     |
|                      | Einde Huurperiode        |              |                                    |                               |
| Vlag van Brazilië    | Kerlon Mauro Souza       | Middenvelder | Internazionale ( Italië )          | -                             |
| Vlag van Brazilië    | Zé Eduardo               | Middenvelder | Cruzeiro EC ( Brazilië )           | -                             |

#### Transferperiode winter (1 januari 2011 tot en met 1 februari 2011)

##### Aangetrokken
- De volgende spelers zijn aangetrokken door AFC Ajax.

|                     | Naam                     | Positie                  | Contract tot             | Vorige club (land)            | Transfersom              |
|                     | Terug van verhuurperiode | Terug van verhuurperiode | Terug van verhuurperiode | Terug van verhuurperiode      | Terug van verhuurperiode |
| ------------------- | ------------------------ | ------------------------ | ------------------------ | ----------------------------- | ------------------------ |
| Vlag van Argentinië | Darío Cvitanich          | Aanvaller                | 30 juni 2013             | CF Pachuca ( Mexico )         | -                        |
| Vlag van Uruguay    | Bruno Silva              | Verdediger               | 30 juni 2012             | SC Internacional ( Brazilië ) | -                        |

##### Vertrokken
- De volgende spelers zijn vertrokken bij AFC Ajax.

|                   | Naam             | Positie      | Nieuwe club ( land )                   | Transfersom    |
|                   | Verkocht         | Verkocht     | Verkocht                               | Verkocht       |
| ----------------- | ---------------- | ------------ | -------------------------------------- | -------------- |
| /                 | Urby Emanuelson  | Aanvaller    | AC Milan ( Italië )                    | € 1,7 miljoen  |
| Vlag van Uruguay  | Luis Suárez      | Aanvaller    | Liverpool FC ( Engeland )              | € 26,5 miljoen |
| /                 | Darko Bodul      | Aanvaller    | CD Nacional ( Portugal )               | ??             |
|                   | Transfervrij     |              |                                        |                |
| Vlag van Egypte   | Mido             | Aanvaller    | Al-Zamalek ( Egypte )                  | -              |
| Vlag van Kameroen | Thimothée Atouba | Verdediger   | NNB ( - )                              | -              |
| Vlag van Finland  | Teemu Tainio     | Middenvelder | Red Bull New York ( Verenigde Staten ) | -              |
|                   | Verhuurd         |              |                                        |                |
| /                 | Marvin Zeegelaar | Aanvaller    | SBV Excelsior ( Nederland )            | -              |

ADO Den Haag ·
Ajax ·
AZ ·
De Graafschap ·
Excelsior ·
Feyenoord ·
FC Groningen ·
sc Heerenveen ·
Heracles Almelo ·
NAC Breda ·
N.E.C. ·
PSV ·
Roda JC Kerkrade ·
FC Twente ·
FC Utrecht ·
Vitesse ·
VVV-Venlo ·
Willem II
1900—1911 · 1911/12 · 1912—1954 · 1954/55 · 1955/56 · 1956/57 · 1957—1970 · 1970/71 · 1971/72 · 1972—1994 · 1994/95 · 1995—1998 · 1998/99 · 1999/00 · 2000/01 · 2001/02 · 2002/03 · 2003/04 · 2004/05 · 2005/06 · 2006/07 · 2007/08 · 2008/09 · 2009/10 · 2010/11 · 2011/12 · 2012/13 · 2013/14 · 2014/15 · 2015/16 · 2016/17 · 2017/18 · 2018/19 · 2019/20 · 2020/21 · 2021/22 · 2022/23 · 2023/24 · 2024/25